# Игра судбине — Тајне прошлости
Игра судбине — Тајне прошлости је осма сезона српске сапунице Игра судбине, која се приказивала од 30. септембра 2024. до 7. марта 2025. године на телевизији Прва и броји 158 епизода. Радњом се надовезује на Летње интриге.

## Радња
Сезона почиње три месеца након завршетка радње специјала Летње интриге. Алекса и Лука су уложили новац зарађен интернационалним успехом модне линије хаљина Аде Каначки како би повратили вилу и удео у Кан капиталу (бившем Кан холдингу).
У вили живе са емотивним партнеркама Ленком и Зврк и Алексиним родитељима, Иваном и Олгом. Уну, одмах након бракоразводне парнице са Андријом Бошњаком, испред суда аутомобилом удара београдски млади лекар интерниста, Павле Вучковић (Љубомир Булајић). Наизглед избегнута трагедија рађа пријатељство, а убрзо и неодољиву хемију између наочитог Павла и Уне. Њих двоје улазе у идиличну љубавну везу упркос отпору Павлове породице – посесивне мајке Биљане (Елизабета Ђоревска) и завидне млађе сестре Габријеле (Тамара Белошевић). Павлова и Унина веза спаја породице Каначки и Ожеговић на шокантне начине и открива драматичне, мрачне тајне прошлости које увезују све главне ликове Игре судбине у напете и неочекиване преокрете који ће, још једном, променити ток њихових живота.

## Продукција
Прва српска телевизија је крајем августа 2024. најавила да ће у септембру исте године, након завршетка специјалне сезоне под називом Летње интриге, кренути да се приказује нова редовна сезона Игре судбине под називом Тајне прошлости. Убрзо је најављено специјално гостовање венецуеланске глумице Кораиме Торес, познате по насловној улози у теленовели Касандра. Торесова је снимила своје сцене 24. септембра. Крајем месеца, најављено је да ће сезона кренути да се емитује 30. септембра, као и да ће се глумачкој постави придружити Љубомир Булајић, Тамара Белошевић и Елизабета Ђоревска, као и Милан Калинић у гостујућој улози. Такође, Владан Савић, Кристина Савић, Слободан Ћустић, Милан Босиљчић, Матеа Милосављевић и Ива Штрљић се враћају у серију након одсуства у Летњим интригама. За ову сезону је снимљена и нова верзија уводне песме, у којој се Даду Топићу придружила Невена Божовић.
Крајем јануара 2025, Стеван Пиале, који је тумачио лик Луке, саопштио је да је добио отказ због промене тока радње серије. У медијима су се појавиле спекулације да је Пиале добио отказ због подршке протестима против корупције, а исто је тврдио и глумац Аммар Мешић, који је раније тумачио лик Страхиње. Истог дана, и Тијана Упчева, која је тумачила Зврк, саопштила је да је добила отказ из истих разлога. Драгана Мићаловић, која је тумачила Уну и Милан Босиљчић, који је тумачио Маринка, такође су напустили серију. Почетком фебруара, Матеа Милосављевић, која је тумачила Софију, такође је саопштила да је добила отказ због промене радње серије. Сви, сем Упчеве, били су чланови глумачке поставе од самог почетка серије. У мају исте године, Пиале је у интервјуу за портал Nova.rs потврдио да је отпуштен због подршке протестима, као и да је претходно упозораван од стране продукције да их не подржава јавно.
У фебруару 2025, Прва ТВ је најавила да нова сезона под називом Љубав и казна, без глумаца који су објавили свој одлазак из серије, креће с емитовањем 8. марта исте године.

## Улоге

### Главне
- Сандра Бугарски као Марица Панчетовић „Панчета”
- Лука Рацо као Алекса Ожеговић
- Стеван Пиале као Лука Каначки
- Драгана Мићаловић као Уна Христић
- Тијана Упчева као Уна Медић „Зврк”
- Љубомир Булајић као др Павле Вучковић
- Тамара Белошевић као Габријела Вучковић
- Елизабета Ђоревска као Биљана Вучковић
- Нина Мрђа као Ленка Велицки
- Владан Савић као Иван Ожеговић
- Мирољуб Турајлија као Добрица Пилетић
- Кристина Савић као Олга Ожеговић
- Вук Салетовић као Бојан Галић „Дебељко”
- Александра Белошевић као Ирма Латас
- Марко Радојевић као Миле Писаров „Миле Купус”
- Миа Митић као Дуња Златић
- Страхиња Митић као Коста Златић „Коле”
- Слободан Ћустић као Вукашин Сувобрк
- Бранко Бабовић као Мидо Пјановић
- Софија Рајовић као Сенка Кокољ
- Лора Орловић као Слободанка Марић „Боба”
- Иван Иванов као Небојша Тамбура
- Матеа Милосављевић као Софија Шубаревић
- Дејан Цицмиловић као Милорад Тамбура „Мики”
- Јована Јелић као Вања Милатовић
- Барбара Петровић као Барбара Буха
- Сташа Радуловић као Гала Ждрал
- Милан Босиљчић као Маринко Комарчевић „Свитац”
- Бојана Грабовац као Маријана Јовановић
- Тања Живковић као Каја
- Фуад Табучић као Жиле
- Драгана Ђурђевић као сестра Лола
- Тијана Максимовић као Жаклина Танкосић

### Епизодне
- Биљана Николић као Лепосава Пјановић
- Сања Поповић као Милена Буразер
- Ива Штрљић као Дијана Ерски
- Владимир Чакан кдо др Влада
- Стефан Станчић као Алекса Каначки „Акица”
- Лазар Гавриловић као Лука Ожеговић „Луле”
- Раде Маричић као Бошко Каначки
- Милица Буразер као млада Ада Каначки
- Никола Ранђеловић као Витомир
- Кораима Торес као она лично
- Милан Калинић као директор телевизије
- Стефан Младеновић	као преводилац
- Мина Милићевић као водитељка
- Дуња Антић као млада Панчета
- Новак Пулетић	као Горан
- Павле Поповић	као Горан Црнојевић
- Стефан Коматина као др Марко Вучковић
- Каја Банићевић као млада Биљана Вучковић
- Петар Зекавица као Аљоша
- Полина Григорова као Катја

## Епизоде
| Бр. у серији | Бр. у сезони | Назив                                                                  | Редитељ                          | Сценариста | Пpемијерно емитовање |
| --- | ------------ | ---------------------------------------------------------------------- | -------------------------------- | --- | -------------------- |
| 1193 | 1            | Уна се разводи од Андрије                                              | Милан Караџић и Станко Милошевић | Иван Јовановић, Александар Радуловић, Олга Димитријевић, Филип Вујошевић, Нина Џувер, Душан Јанковић, Биљана Вујовић, Милица Недељковић, Марио Николић и Мина Ћирић | 30. септембар 2024.  |
| Иако је одбила да узме новац од Андрије, Уна постаје власница виле Бошњак. Међутим, Уну одмах након бракоразводне парнице са Андријом Бошњаком, испред суда аутомобилом удара београдски млади лекар интерниста, Павле Вучковић. Лука и Алекса успевају да поврате богатство након што је модна линија хаљина Аде Каначки доживела интернационални успех. Ово је велики дан за целу породицу, због чега се окупљају у вили код Уне. |              |                                                                        |                                  | |                      |
| 1194 | 2            | Сви трагају за Уном којој се након развода губи сваки траг             | Милан Караџић и Станко Милошевић | Иван Јовановић, Александар Радуловић, Олга Димитријевић, Филип Вујошевић, Нина Џувер, Душан Јанковић, Биљана Вујовић, Милица Недељковић, Марио Николић и Мина Ћирић | 1. октобар 2024.     |
| Уну одмах након бракоразводне парнице са Андријом, испред суда аутомобилом удара београдски млади лекар интерниста, Павле Вучковић, а након тога јој се губи сваки траг. Породица и даље не зна шта се десило и на све начине покушавају да је пронађу. У једном моменту полиција ће покуцати на врата Панчетине куће. Миле и Каја планирају венчање, а она га све време критикује јер још увек нису направили неки значајнији корак у организацији. |              |                                                                        |                                  | |                      |
| 1195 | 3            | Вукашин улази Павлу у траг                                             | Милан Караџић и Станко Милошевић | Иван Јовановић, Александар Радуловић, Олга Димитријевић, Филип Вујошевић, Нина Џувер, Душан Јанковић, Биљана Вујовић, Милица Недељковић, Марио Николић и Мина Ћирић | 2. октобар 2024.     |
| Сви су забринути за Уну којој се губи сваки траг након бракоразводне парнице са Андријом Бошњаком. Свашта им пролази кроз главу, па је тако Ленка помислила да је Уна дигла руку на себе. Међутим, ни не слуте да је Уна доживела несрећу и да је због тога завршила у болници. Иако је повредила само ногу, Уна доноси одлуку да не жели да се врати кући још неко време, па је Павле, који ју је ударио аутом, води у своју ординацију. Вукашин даје све од себе да пронађе Уну, а с обзиром да има везе у полицији и велико искуство у детективском послу, улази Павлу у траг и одлази у његову кућу. |              |                                                                        |                                  | |                      |
| 1196 | 4            | Уна проводи ноћ с Павлом                                               | Милан Караџић и Станко Милошевић | Иван Јовановић, Александар Радуловић, Олга Димитријевић, Филип Вујошевић, Нина Џувер, Душан Јанковић, Биљана Вујовић, Милица Недељковић, Марио Николић и Мина Ћирић | 3. октобар 2024.     |
| Жаклина и Небојша Тамбура очекују сина. Тамбура је поново Софији за петама. Иако ју је на неко време оставио на миру, поново долази у њен стан, али овог пута са пословном понудом која ми могла да јој донесе богатство. Иако неће бити одушевљена понудом, Тамбура јој поново прети због новца који јој дугује. Павле нестаје са Уном, а његова породица од Вукашина сазнаје за несрећу. Биљана је у страху да се њеном сину нешто није десило, док је Габријела теши. Сенка се вратила из Америке, а сада узбуђено очекује први сусрет са Алексом након много времена. Уна проводи узбудљиву ноћ са Павлом. |              |                                                                        |                                  | |                      |
| 1197 | 5            | Лука добија писмо од Зврка                                             | Милан Караџић и Станко Милошевић | Иван Јовановић, Александар Радуловић, Олга Димитријевић, Филип Вујошевић, Нина Џувер, Душан Јанковић, Биљана Вујовић, Милица Недељковић, Марио Николић и Мина Ћирић | 4. октобар 2024.     |
| Сви су били на ногама како би пронашли Уну којој се након бракоразводне парнице са Андријом изгубио сваки траг, а она се сада коначно враћа кући. Уна признаје да је ноћ провела са лекаром који ју је ударио аутом, а Лука због тога добија излив љубоморе. Сви је осуђују јер им није јавила шта се дешава. Павле долази код мајке, која ће одмах изразити жељу да сазна ко је девојка која је толико привукла пажњу њеном сину. Зврк жели да разговара са Луком, али не зна како да му саопшти оно што има, па долази на идеју да му све напише и остави писмо. Због нерашчишћених ствари из прошлости, Мики Тамубра спрема велику освету Олги. |              |                                                                        |                                  | |                      |
| 1198 | 6            | Време је да „поравнамо” рачуне                                         | Милан Караџић и Станко Милошевић | Иван Јовановић, Александар Радуловић, Олга Димитријевић, Филип Вујошевић, Нина Џувер, Душан Јанковић, Биљана Вујовић, Милица Недељковић, Марио Николић и Мина Ћирић | 5. октобар 2024.     |
| Каја и Миле се припремају за свадбу, и траже савет од Уне. Миле сматра да му Каја прави проблем у вези са организацијом венчања, а да би себи олакшао узима Уну и Луку као пример. Павле и Габријела имају сукоб, зато што је она љубоморна на свог брата јер њихова мајка обраћа пажњу само на њега. Габријела то сматра болешћу. Софија посећује Микија Тамбуру и излаже му своју одлуку. Он истиче да је поносан на њу, откад раде заједно. Неочекиван сусрет имају и Алекса и Небојша, који је дошао у Кан Капитал да „поравна рачуне”. Кајин, Унин и Милетов разговор прекида особа коју никако нису очекивали. |              |                                                                        |                                  | |                      |
| 1199 | 7            | Ко је то стигао у вилу? „Ја не могу да верујем”                        | Милан Караџић и Станко Милошевић | Иван Јовановић, Александар Радуловић, Олга Димитријевић, Филип Вујошевић, Нина Џувер, Душан Јанковић, Биљана Вујовић, Милица Недељковић, Марио Николић и Мина Ћирић | 6. октобар 2024.     |
| Алекса и Лука планирају да Галу преместе на друго радно место. Добрица је шокиран. Габријела наставља разговор са мајком са питањем зашто је Павле „за нијансу више њено дете” и зашто међу њима она увек прави разлику. Зврк отвара врата виле и затиче пријатно изненађење. |              |                                                                        |                                  | |                      |
| 1200 | 8            | Уна добија позив са непознатог броја                                   | Милан Караџић и Станко Милошевић | Иван Јовановић, Александар Радуловић, Олга Димитријевић, Филип Вујошевић, Нина Џувер, Душан Јанковић, Биљана Вујовић, Милица Недељковић, Марио Николић и Мина Ћирић | 7. октобар 2024.     |
| Лукин и Алексин долазак на чело фирме Андрије Бошњака доноси и нове промене. Лука и Алекса сазивају састанак са запосленима, где им додељују нове позиције у фирми. Највећи напредак остварује Гала, која постаје директорка маркетинга. Ова одлука најтеже ће пасти Добрици, који сам остаје у лобију. Панчетин повратак кући уноси посебну радост међу укућане, а највише код Уне, којој су недостајали искрени разговори са њом. Сенка са Луком и Алексом одлази у бизнис клуб како би разговарали о важној информацији везаној за посао. У вилу Каначки долази човек којег је Мики Тамбура платио да обавио важан и прљав посао за њега. Дебељко успаничено упада у канцеларију код Луке и Алексе и моли их за помоћ. |              |                                                                        |                                  | |                      |
| 1201 | 9            | Полиција упада у Павлову ординацију                                    | Милан Караџић и Станко Милошевић | Иван Јовановић, Александар Радуловић, Олга Димитријевић, Филип Вујошевић, Нина Џувер, Душан Јанковић, Биљана Вујовић, Милица Недељковић, Марио Николић и Мина Ћирић | 8. октобар 2024.     |
| Тамбура не одустаје од освете коју је спремио за Олгу. Никада неће моћи да јој опрости што га је оставила када му је била најпотребнија и због тога жели да му плати за све. Тамбура због свог прљавог плана ангажује Жилета, који добија важан задатак, али и много новца ако га обави како треба. Жиле сада прави први корак и одлази у вилу Каначких, како би упознао породицу, али и Олгу. Представља се као њихов нови комшија. Вања уочава пропуст у вођењу фирме, о чему одмах обавештава Сенку. Док су сви узбуђени због Панчетиног повратка кући и док са свих страна траже помоћ од ње, једино ће Мидо бити тај који ће је питати како је. Док је она уплакана и неутешна због развода са Тићом, Мидо јој пружа велику подршку. Иако се Уна изјаснила да је она крива што ју је Павле ударио аутом, у његову ординацију долази полиција. |              |                                                                        |                                  | |                      |
| 1202 | 10           | Павле долази код Уне                                                   | Милан Караџић и Станко Милошевић | Иван Јовановић, Александар Радуловић, Олга Димитријевић, Филип Вујошевић, Нина Џувер, Душан Јанковић, Биљана Вујовић, Милица Недељковић, Марио Николић и Мина Ћирић | 9. октобар 2024.     |
| Панчета се у Малдивима састаје са Жаклином која са Небојшом Тамбуром чека бебу. Панчета примећује да Жаклину нешто мучи и кроз разговор покушава од ње да извуче шта није у реду. Том приликом долази до Жаклининог признања. Добрица тешко подноси чињеницу да је Гала напредовала у фирми и да је постављена на место директорке маркетинга, док је он остао на старој позицији у лобију. Састају се у бизнис клубу, а она од њега и његовог кукања неће моћи да дође до речи. Павле би могао да се нађе у великом проблему због несреће. Полиција му саопштава да би Унина одлука могла много да га кошта. Због тога одлази у Панчетину кућу како би обавио разговор са Уном, која се и даље опоравља од несреће. На врата виле Каначки неко долази у касне сате. |              |                                                                        |                                  | |                      |
| 1203 | 11           | Због чега је Панчета раскинула са Тићом?                               | Милан Караџић и Станко Милошевић | Иван Јовановић, Александар Радуловић, Олга Димитријевић, Филип Вујошевић, Нина Џувер, Душан Јанковић, Биљана Вујовић, Милица Недељковић, Марио Николић и Мина Ћирић | 10. октобар 2024.    |
| Панчета је донела одлуку да стави тачку на брак са Тићом, а иако многе занима шта се десило између њих, она о томе не говори. Сада Алекса и Лука долазе код Панчете како би сазнали шта се крије иза њене одлуке која је све оставила у шоку. Док је Каја разочарана у Милета јер још ништа нису испланирали по питању венчања, он у касне сате долази Луки на врата и говори му да жели да му буде кум. Иако ће Лука на све начине покушати да га одбије, Миле је донео коначну одлуку и „не” не прихвата као одговор. |              |                                                                        |                                  | |                      |
| 1204 | 12           | Павлова сестра у суду сазнаје све о Уни                                | Милан Караџић и Станко Милошевић | Иван Јовановић, Александар Радуловић, Нина Џувер, Душан Јанковић, Биљана Вујовић, Милица Недељковић и Мина Ћирић                                                    | 11. октобар 2024.    |
| Павлова сестра сазнаје све информације из Униног живота, а једна ће јој посебно привући пажњу — Андрија Бошњак. Габријела ће ова сазнања поделити са Биљаном која ће остати у шоку због информација које јој је пренела ћерка, а убрзо након тога са неким се састаје у Бизнис клубу. Панчета и даље не може да се помири са тим да је Тихомировој и њеној љубави дошао крај, а ова информација је јако погодила Луку и Алексу, који су са Тићом били јако блиски. Иако су мислили да ће моћи да изгладе ствар између Панчете и Тиће, након обављеног разговора са њом, свесни су да је на њихов однос заувек стављена тачка. |              |                                                                        |                                  | |                      |
| 1205 | 13           | "Павле Вучковић, а? Вучковић... што ми је то познато?"                 | Милан Караџић и Станко Милошевић | Иван Јовановић, Александар Радуловић, Нина Џувер, Душан Јанковић, Биљана Вујовић, Милица Недељковић и Мина Ћирић                                                    | 12. октобар 2024.    |
| Мики Тамбура поново посећује Софију у стану. Предлаже јој да променен тактику деловања, и да се мало више ангажује. Небојша је после разговора са својим оцем дошао кући видно нерасположен и Жаклина не престаје са питањима шта се дешава. Небојша једноставно није расположен и не жели да дели своје проблеме са њом. Уна се средила, а Панчету занима за кога се тако средила. Говори му све о Павлу Вучковићу, а Панћети само то презиме одзвања у глави. Добривоје се жали Луки да у фирми "вене као љубичица", док се Луки чини супротно. Биљана се састаје са врло важном особом у Бизнис клубу и од ње тражи услугу. |              |                                                                        |                                  | |                      |
| 1206 | 14           | "Време је да ти и ја мало попричамо"                                   | Милан Караџић и Станко Милошевић | Иван Јовановић, Александар Радуловић, Нина Џувер, Душан Јанковић, Биљана Вујовић, Милица Недељковић и Мина Ћирић                                                    | 13. октобар 2024.    |
| Вања и Сенка траже један врло битан папир, за који Сенка није ни сигурна да је постојао. Ипак, Вања је убеђена да јесте. Павле и Уна наздрављају што је све готово и што немају више ниједан разлог да се виде. Павлова мајка је забринута за сина. Панчета инсистира да разговара са Уном. Сенка обавештава Алексу да је проверила власништво. |              |                                                                        |                                  | |                      |
| 1207 | 15           | Панчета саветује Уну да буде опрезна са Павлом                         | Милан Караџић и Станко Милошевић | Иван Јовановић, Александар Радуловић, Нина Џувер, Душан Јанковић, Биљана Вујовић, Милица Недељковић и Мина Ћирић                                                    | 14. октобар 2024.    |
| Барбара долази код Вукашина и открива му непознате детаље из прошлости, у којима је Павлова мајка главна тема разговора. Панчета пружа подршку Уни, која се поново налази на љубавној клацкалици. Иако још увек није признала да јој се Павле свиђа, Панчета је саветује да буде опрезна, јер је у кратком периоду прошла кроз два љубавна бродолома. Однос Каје и Милета је све затегнутији, а сваки разговор на помен венчања заврши свађом. Иако она нон стоп инсистира да разговарају о организацији венчања, он то одбија. Габријела ће да чује Биљанин и Барбарин разговор о чему ће одмах да обавести Павла. |              |                                                                        |                                  | |                      |
| 1208 | 16           | Павле се због Уне свађа са мајком                                      | Милан Караџић и Станко Милошевић | Иван Јовановић, Александар Радуловић, Нина Џувер, Душан Јанковић, Биљана Вујовић, Милица Недељковић и Мина Ћирић                                                    | 15. октобар 2024.    |
| Вукашин долази код Панчете како би сазнао неке информације из прошлости, а које ће му помоћи да нађе одговор на питања која нису разрешена. Између Олге и Ивана избија свађа и то због Маријане. Олга је незадовољна како Маријана одржава кућу, због чега она узима крпу у руке и чисти прашину, а то ће бити довољан разлог да се посвађа са Иваном. Габријела одлази код Павла и говори му да је Биљана ангажовала Барбару како би истражила девојку коју је њен син ударио аутом. Павле након тога одмах одлази код мајке како би са њом разговарао о Уни, међутим, тада долази до свађе јер Биљана не верује Уни и сматра је проблематичном девојком. Лука и Алекса поново наилазе на проблем у фирми. |              |                                                                        |                                  | |                      |
| 1209 | 17           | Микијева куповина магацина ће Алекси и Луки створити нове проблеме     | Милан Караџић и Станко Милошевић | Иван Јовановић, Александар Радуловић, Нина Џувер, Душан Јанковић, Биљана Вујовић, Милица Недељковић и Мина Ћирић                                                    | 16. октобар 2024.    |
| Панчета и Уна настављају разговор и Панчета покушава да се контролише и да Уни ништа не говори, али то је јаче од ње. Панчета јој препричава разговор који је водила са Луком, а Уна је нестрпљива да чује. Иван придикује Маријани да вилу не одржава како треба и да мора мало више да се потруди. Маријана се заиста труди, али свима изгледа као да она "хвата кривине". Вукашин позива Барбару "на рибање", али она није ни свесна о чему се ради и да је нешто згрешила. Међутим, ту је Вукашин који све види и све чује. Сенка је остала у шоку када је сазнала да је Мики Тамбура дао понуду која се не одбија и да сада нема шансе да магацин опет постане део компаније. Одмах долази код Луке и Алексе и преноси им лоше вести... |              |                                                                        |                                  | |                      |
| 1210 | 18           | "Мислим да имамо проблем"                                              | Милан Караџић и Станко Милошевић | Иван Јовановић, Александар Радуловић, Нина Џувер, Душан Јанковић, Биљана Вујовић, Милица Недељковић и Мина Ћирић                                                    | 17. октобар 2024.    |
| Након што је Гала унапређена, Дебељко је дошао на њено радно место. Гала је убеђена да ни Дебељко не може са Добрицом да "изађе на крај", али није у праву! Дебељка код Добрице највише нервира Гала! Биљана добија нове информације о Уни и то захваљујући Барбари, па тако сазнаје да је Уна жена која воли да се удаје и разводи. Иван дочекује Алексу и Луку, који долазе касно у ноћ из фирме, и обавештава их да имају проблем! Панчета је добила цвеће, а Галу и Ленку занима од кога је. Панчета није задовољна па букет дели оном ко га жели. Уна позива Павла, који јој обећава да се његова мајка више неће мешати у Унину интиму и прошлост. Панчета опет има непозване госте... |              |                                                                        |                                  | |                      |
| 1211 | 19           | Небојши стиже непозван гост у полицију...                              | Милан Караџић и Станко Милошевић | Иван Јовановић, Александар Радуловић, Нина Џувер, Душан Јанковић, Биљана Вујовић, Милица Недељковић и Мина Ћирић                                                    | 18. октобар 2024.    |
| Добрица долази у Малдиве и жали се Милету на Дебељка, јер не може да ради са њим. Ленку и Галу занима ко је Панчети поклонио цвеће и бомбоњеру, али Панчета је толико бесна на Мида и не разговара јој се ни са ким. Придружује им се Уна која се одушевљава другарицама које су јој дошле у посету. Маријана само ниже пехове, па је тако за доручком просула кафу на Олгу, која је због тога бурно реаговала. Ни Луки ни Алекси није јасно зашто је мајка тако реаговала. Иако ју је звао да прославе нови пословни успех, Мики се жали Софији на новац који је потрошио. Софија се не слаже са његовим идејама и моли га да се следећи пут заједно консултују. Сенка, Алекса и Лука покушавају да пронађу решење за новонастали проблем са магацином. Није им свеједно што је власник Мики Тамбура, али будући да је бизнис клуб у њиховом власништу, Лука их саветује да се фокусирају само на ресторан. Долази до поновног сусрета Павла и Уне. Небојши стиже непозван гост у канцеларију...                                                                                          |              |                                                                        |                                  | |                      |
| 1212 | 20           | Вања добија специјалан задатак од Луке                                 | Милан Караџић и Станко Милошевић | Иван Јовановић, Александар Радуловић, Нина Џувер, Душан Јанковић, Биљана Вујовић, Милица Недељковић и Мина Ћирић                                                    | 19. октобар 2024.    |
| Кан капитал поново се налази у проблему, а Алекса и Сенка као решење виде продају бизнис клуба. Међутим, Лука се не слаже са њима и то одбија да уради. Лука доноси одлуку да Вањи да специјалан задатак који се тиче бизнис клуба. Позива је у канцеларију како би јој то саопштио, међутим, то ће да уради на погрешан начин и помислиће да је добила отказ. Иван долази у Малдиве и прави хаос зато што Миле и Панчета не желе да му услуже алкохол. Тада између њега и Панчете избија жестока свађа у којој га назива алкохоличарем. Уна се види у Фејму са Павлом, а њихов разговор прекида Габријела, која први пут упознаје Уну. Овај сусрет биће врло непријатан, а поготово Павлу. Иако је Олга желела да отпусти Маријану, јер је незадовољна њеним радом, Иван, Лука и Алекса су се заложили за њу и оставили су је у вили. Ипак, ово ће направити хаос у Ивановом и Олгином односу... |              |                                                                        |                                  | |                      |
| 1213 | 21           | "Дошла сам по оно што је моје"                                         | Милан Караџић и Станко Милошевић | Иван Јовановић, Александар Радуловић, Нина Џувер, Душан Јанковић, Биљана Вујовић, Милица Недељковић и Мина Ћирић                                                    | 20. октобар 2024.    |
| Лука и Алекса долазе код Вукашина и траже његову помоћ. Кан капитал поново се налази у проблему и то због прљавог плана Микија Тамбуре у којем му помаже Софија. Алекса ће помоћ потражити и од Небојше, који долази код Тамбуре и саопштава му да му неће дозволити игрице које планира. Међутим, долази до свађе оца и сина... Иако Сенка и Алекса сматрају да је најбоље да се бизнис клуб угаси јер не доноси зараду, Лука долази на другу идеју како би тај простор сачувао у власништву породице Каначки. Вањи нуди да се бави финансијама бизнис клуба, што она радо прихвата и одмах одлази на своје ново радно место где се упознаје са Ирмом. Лепосава долази у Малдиве и поручује да је дошла по оно што је њено... |              |                                                                        |                                  | |                      |
| 1214 | 22           | Алекса због важног позива напушта пословни састанак                    | Милан Караџић и Станко Милошевић | Иван Јовановић, Александар Радуловић, Нина Џувер, Душан Јанковић, Биљана Вујовић, Милица Недељковић и Мина Ћирић                                                    | 21. октобар 2024.    |
| Павле и његова мајка имају време само за себе. Док Павле руча, она жели да чује детаље о његовом животу. Панчета говори Милету да је једна будалетина. Небојша Тамбура и Алекса имају озбиљан разговор о недавно купљеном магацину. Иако су водили важне разговоре, Алекса је због једног позива напустио пословни састанак. Уна у великим боловима дозива Панчету. |              |                                                                        |                                  | |                      |
| 1215 | 23           | Уни није добро и само жели да види Павла                               | Милан Караџић и Станко Милошевић | Иван Јовановић, Александар Радуловић, Нина Џувер, Душан Јанковић, Биљана Вујовић, Милица Недељковић и Мина Ћирић                                                    | 22. октобар 2024.    |
| Вања долази у бизнис клуб и од Ирме тражи сву потребну документацију о клубу, како би спровела контролу. Ирма је затечена, али сарађује. Ленка и Зврк се исповедају и једна другој признају да су затечене свим што их је снашло. И даље се навикавају на чињеницу да сада живе у вили и то са својим партнерима, али и њиховом породицом. Нису сигурне да је то оно што су желеле. Иван почиње да пије. Покушава да то сакрије од свих укућана, али Маријана га је видела. Појавила се Павлова бивша девојка која се вратила са специјализације из иностранства и пита се зашто нису одржали контакт. Павле покушава да избегне одговор, али она је упорна. Вукашин је потпуно изгубио такт и Маринко му скреће пажњу да се сабере. Уна се повредила и тражи од Панчете да позове Павла. Панчета одбија и сама позива хитну помоћ. Мики Тамбура има непозваног госта у Фејму који му прети пред свима. |              |                                                                        |                                  | |                      |
| 1216 | 24           | "Имамо проблем"                                                        | Милан Караџић и Станко Милошевић | Иван Јовановић, Александар Радуловић, Нина Џувер, Душан Јанковић, Биљана Вујовић, Милица Недељковић и Мина Ћирић                                                    | 23. октобар 2024.    |
| Уна одлази код Павла у ординацију који јој одмах пружа помоћ. Акица је остао са Панчетом али упорно тражи одговор где му је мајка, и Панчета покушава да позове Уну, али она јој одбија позив. Панчета га, затим, води у вртић и предаје га васпитачици Зврк којој је чудно што на вратима не види Уну и зато мисли да се нешто лоше десило. Зврк обавештава Луку да постоји проблем. Вања је „ухватила“ Ирму како непрописно води бизнис клуб и иако се Ирма правда говорећи о реалним проблемима у клубу, Вања јој не верује. Биљана долази у Павлову ординацију и затиче га у Унином загрљају... |              |                                                                        |                                  | |                      |
| 1217 | 25           | Павле и Лука се коначно упознају!                                      | Милан Караџић и Станко Милошевић | Иван Јовановић, Александар Радуловић, Нина Џувер, Душан Јанковић, Биљана Вујовић, Милица Недељковић и Мина Ћирић                                                    | 24. октобар 2024.    |
| Добрица све мање и мање толерише Дебељка као свог најближег колегу. Биљана се јако наљутила када је Павла затекла у Унином загрљају у ординацији и жали се Габријели, која више не може ништа да слуша. Лука је љубоморан, колико год жели то да сакрије, али ни Уни није свеједно што мора да га упозна са Павлом и не зна како да га представи – као њен лекар или нови партнер. Лука потом долази у вилу и среће Зврка и занима га како се она сада осећа, будући да зна да се у претходном периоду није баш осећала добро. Олга затиче Ивана како кришом пије, али он негира проблем. Панчета долази у Малдиве и затиче Мида који се ту настанио, јер нема свој дом. |              |                                                                        |                                  | |                      |
| 1218 | 26           | Боба и Вукашин се заљубљују на први поглед                             | Милан Караџић и Станко Милошевић | Иван Јовановић, Александар Радуловић, Нина Џувер, Душан Јанковић, Биљана Вујовић, Милица Недељковић и Мина Ћирић                                                    | 25. октобар 2024.    |
| Миле затиче Кају како разговара са бившим дечком и прави јој љубоморну сцену. Након што је Олгу морао да убеђује да није постао зависник од алкохола, "на жуљ" му стаје и Маријана која покушава, потпуно са разумевањем, да му стави до знања да није баш у питању "само једна ракијица", као што он тврди. Мидо признаје Панчети да га је Лепосава избацила из куће на Космају и да зато спава у Малдивима. Биљана је смислила нови план како да Уну удаљи из Павловог живота, и тражи помоћ од ћерке Габријеле, која више не може да је поднесе. Боба упознаје Вукашина у бизнис клубу и међу њима се појавише искре. Лука и Алекса долазе Тамбури у посету у Фејм, а он их са смешком дочекује на вратима. |              |                                                                        |                                  | |                      |
| 1219 | 27           | Панчета је била за "једну ноћ", а Миду се заправо допада Уна?          | Милан Караџић и Станко Милошевић | Иван Јовановић, Александар Радуловић, Нина Џувер, Душан Јанковић, Биљана Вујовић, Милица Недељковић и Мина Ћирић                                                    | 26. октобар 2024.    |
| Након што је Панчета дозволила Миду да преспава код ње, Мидо јој се захваљује уз речи да је то ипак било само "за једну ноћ". Панчети то што чује нимало не прија! С друге стране, Мидо са Милетом у Малдивима коментарише како је Уна баш лепа девојка, а Миле не верује шта чује својим ушима. Вукашин се заљубио у Бобу "до ушију" а то је приметила и Барбара, па га испитује као прави инспектор. Лука и Алекса посећују Микија Тамбуру у Фејму, а он их дочекује са понудом о магацину, за коју браћа Каначки не желе ни да чују! Међутим, Сенка их убеђује да га ипак саслушају... |              |                                                                        |                                  | |                      |
| 1220 | 28           | Павлова мајка провоцира Уну                                            | Милан Караџић и Станко Милошевић | Иван Јовановић, Александар Радуловић, Нина Џувер, Душан Јанковић, Биљана Вујовић, Милица Недељковић и Мина Ћирић                                                    | 27. октобар 2024.    |
| Павлова мајка не може да престане да мисли о Уни. Није јој јасно зашто се њен син "залепио" за њу. Зато Унину посету доживљава као феноменалну прилику да је подробно испита, успут мало провоцира... Сенка саветује Луку и Алексу да још мало сачекају пре доношења одлуке у вези са Тамбуром и магацином. Мисли да није мудро да га одбију, већ да је боље да га држе близу... Та идеја се посебно не допада Луки, који није рад да сарађује са криминалцем. Миле суптилно покушава да наведе Мида на размишљање да можда то што осећа према Панчети није захвалност, већ нешто више од тога... Софија наговара Тамбуру да што пре крене у акцију... |              |                                                                        |                                  | |                      |
| 1221 | 29           | Алексу чека непријатно изненађење: "Шта је бре ово?"                   | Милан Караџић и Станко Милошевић | Иван Јовановић, Александар Радуловић, Нина Џувер, Душан Јанковић, Биљана Вујовић, Милица Недељковић и Мина Ћирић                                                    | 28. октобар 2024.    |
| Мики говори Софији да не треба мешати посао са приватним животом, али она не разуме шта он жели да каже пошто је сигурна да њен привтни живот није умешан у њихове заједничке послове. Међутим, он алудира на посао у магацину. Жаклина завршава у болници, а Небојша јој је највећа подршка. Вања се налази са Луком и Алексом, како би им изложила проблем који постоји у бизнис клубу. Иван и Олга се свађају, јер му она пребацује што и даље пије, неконтролисано, а он јој одговара нападом и подсећањем да је она била та која је прва разорила њихову породицу. Док Боба добија букет цвећа, Алексу чека непријатно изненађење у канцеларији... |              |                                                                        |                                  | |                      |
| 1222 | 30           | Иван флертује са Маријаном                                             | Милан Караџић и Станко Милошевић | Иван Јовановић, Александар Радуловић, Нина Џувер, Душан Јанковић, Биљана Вујовић, Милица Недељковић и Мина Ћирић                                                    | 29. октобар 2024.    |
| Барбара доводи Маринка на вечеру код своје куме Биљане, Павлове мајке. Након што је Алекса увидео да је фирма у новом проблему, Лука позива Сенку у помоћ! Иван почиње да флертује са Маријаном, иако га она одбија, он не одустаје од идеје да изађу увече на вечеру. Павле позива Уну да се поново виде, како би поправили утисак после оне хаотичне вечере. Уна је радосна што ће се опет видети. Жаклина и Небојша су се вратили кући и са бебом је све у реду. Иако су можда планирали да проведу мирно вече у свом дому, неко им куца на врата... |              |                                                                        |                                  | |                      |
| 1223 | 31           | "Сећаш се Касандре? Долази у Београд... Сад ћеш да видиш спектакл..."  | Милан Караџић и Станко Милошевић | Иван Јовановић, Александар Радуловић, Нина Џувер, Душан Јанковић, Биљана Вујовић, Милица Недељковић и Мина Ћирић                                                    | 30. октобар 2024.    |
| Габријела долази код Павла, јер јој треба услуга! Није расположен, али је спреман да јој помогне. Алекса налази уплакану Маријану у кухињи, која покушава да од њега сакрије инцидент који је имала са Иваном. Непозвани гост који је позвонио на Жаклинина врата је био заправо Мики Тамбура који је донео воће и букет цвећа за своју снајку. Небојша је прилично сумњичав и не пушта га тек тако у њихов дом. Ситуација се компликује када код Жаклине долази и Вукашин како би се распитао да ли је већ навраћао Тамбура. Панчета и Мидо сазнају да чувена Касандра долази у Београд! Панчета не може да сакрије узбуђење... |              |                                                                        |                                  | |                      |
| 1224 | 32           | Панчета упада у студио и прекида Касандрин интервју                    | Милан Караџић и Станко Милошевић | Иван Јовановић, Александар Радуловић, Нина Џувер, Душан Јанковић, Биљана Вујовић, Милица Недељковић и Мина Ћирић                                                    | 31. октобар 2024.    |
| Касандра стиже у Београд како би глумила у популарној серији. Панчета је одушевљена информацијом да Касандра поново долази у Београд, а том приликом у разговору са Мидом открива нешто што нико није знао - Касандра јој је лично слала писма о којима Панчета досада није говорила. Како ништа не препушта случају, Панчета сазнаје где се Касандра налази и одлази на врата телевизије, међутим тамо долази до инцидента. Како јој не дозвољавају да уђе у студио у којем Касандра даје интервју, Панчета упада и прекида изјаву чувене глумице. Маријана скупља храброст и одлази код Уне, како би јој се извинила због свега што јој је урадила иза леђа. Иако је мислила да са њом неће хтети ни да разговара, уна је пушта у кућу и прелази преко свега. Маријана јој тада открива да се Иван поново одао алкохолу и да је желео са њом да буде интиман... |              |                                                                        |                                  | |                      |
| 1225 | 33           | Касандра долази до Панчете и сазнаје детаље из њеног живота            | Милан Караџић и Станко Милошевић | Иван Јовановић, Александар Радуловић, Нина Џувер, Душан Јанковић, Биљана Вујовић, Милица Недељковић и Мина Ћирић                                                    | 1. новембар 2024.    |
| Након емотивног сусрета Касандре и Панчете, чувена глумица долази код ње у кућу. Сви су изненађени Касандрином реакцијом када је угледала Панчету, јер нико не зна да се оне познају још од 1997. године, када је чувена глумица дошла у прву посету Србији. Кораима тада напушта студио у којем је давала интервју и одлази са Панчетом... Добрица и Дебељко сазнају од Гале главни трач у фирми - Боба и Вукашин су на корак да отпочну емотивну везу, а томе сведоче бројне ситуације које су се десиле међу њима. Једна од њих је и поклон који Боба добија од Вукашина. Иако им је Гала рекла ову информацију у поверењу, они ће се изланути чим угледају Вукашина у фирми... Габријела одлази код Милене на психотерапију, а тамо открива све детаље лошег односа који има са мајком. |              |                                                                        |                                  | |                      |
| 1226 | 34           | "Ја више ово не могу да поднесем"                                      | Милан Караџић и Станко Милошевић | Иван Јовановић, Александар Радуловић, Нина Џувер, Душан Јанковић, Биљана Вујовић, Милица Недељковић и Мина Ћирић                                                    | 2. новембар 2024.    |
| Павле долази кући и саопштава мајци своју одлуку. Она не жели да га саслуша и покушава на све начине да "скрене с теме". Олга се жали Алекси да више не може да поднесе ситуацију са Иваном. Сви у "Фејму" траже чувену Касандру, јер нико не може да је пронађе. Напустила је журку, али не знају да је прославу наставила у Панчетином дому. Мидо се буди и не може да верује да својим очима види Касандру! Касандра и Панчета су једна другој обећале да не сме да прође наредних 25 година да се не виде! Њихов разговор прекида неочекиван гост. Биљана се жали Габријели да је "Павле потпуно полудео" и да не зна како више да га контролише. Габријели је више мука да нон-стоп слуша приче о Павлу. |              |                                                                        |                                  | |                      |
| 1227 | 35           | "Панчета, да ли си добро?"                                             | Милан Караџић и Станко Милошевић | Иван Јовановић, Александар Радуловић, Нина Џувер, Душан Јанковић, Биљана Вујовић, Милица Недељковић и Мина Ћирић                                                    | 3. новембар 2024.    |
| Миле се "спетљао" када је на вратима Малдива видео Вукашина и Бобу. Очигледно су дошли на љубавни састанак и он не зна како да реагује. Иван се крије у кухињи и пије, али га прекида Алекса, који не може да верује шта види својим очима. Мики Тамбура је купио магазин компаније Каначки и доводи Софију, како би јој саопштио да је то купио за њу. Панчета се не осећа добро и Уна покушава да сазна зашто. Крије се у својој соби, али је прекида и Мидо који покушава да јој помогне... |              |                                                                        |                                  | |                      |
| 1228 | 36           | Панчета проводи ноћ са Мидом                                           | Милан Караџић и Станко Милошевић | Иван Јовановић, Александар Радуловић, Нина Џувер, Душан Јанковић, Биљана Вујовић, Милица Недељковић и Мина Ћирић                                                    | 4. новембар 2024.    |
| Панчета позива Мида да заједно спавају у њеној соби. Након Кораиминог одласка Панчета је тотално сломљена, а Мидо је први који јој је пружио раме за плакање. Иако га је у почетку терала од себе, схватила је да јој је потребан неко ко ће бити уз њу у тешким тренуцима. Из тог разлога Панчета доноси одлуку која ће изненадити и самог Пјановића - позива га у њену собу. Боба и Вукашин дижу свој однос на виши ниво, а управо због тога су главна тема у фирми... Тамбура и Софија долазе у некадашњи магацин Кан холдингаи тамо смишњају још прљавији план освете. Иако је уплашена како ће породица Каначки реаговати када је угледа у магацину који је "на кварно" узет из њиховог власништва, Софији пада на памет идеја која ће одушевити чак и Микија Тамбуру... |              |                                                                        |                                  | |                      |
| 1229 | 37           | "Је л' ти стално примаш мушкарце да спавају на овом каучу?"            | Милан Караџић и Станко Милошевић | Иван Јовановић, Александар Радуловић, Нина Џувер, Душан Јанковић, Биљана Вујовић, Милица Недељковић и Мина Ћирић                                                    | 5. новембар 2024.    |
| Након што је Иван побегао од куће, Алекса одлази код Панчете и моли је за помоћ - да учини све како би се Ивану нашла у проблему звани алкохолизам. Панчета разговара са Мидом и саопштава му да ће у кући наредних дана доћи до великих промена. Примила је Ивана у свој дом и дала му да спава на каучу, али Мидо, и поред целе приче, то није очекивао! Шта више, Панчети је приредио љубоморну сцену. Олга је тужна, а Алекса је теши говорећи да ће све бити добро. |              |                                                                        |                                  | |                      |
| 1230 | 38           | Свађа између Мида и Ивана, а разлог је - Панчета?                      | Милан Караџић и Станко Милошевић | Иван Јовановић, Александар Радуловић, Нина Џувер, Душан Јанковић, Биљана Вујовић, Милица Недељковић и Мина Ћирић                                                    | 6. новембар 2024.    |
| Биљана и Габријела се опет свађају, али овог пута је другачије! Габријела планира да је напусти! Вања долази у бизнис клуб и тражи од Ирме да "спусти лопту", али Ирма је и даље бесна и ставља јој до знања да она није ни желела неспоразум. У дому Марице Панчетовић је током доручка прилично напето! Избија свађа између Ивана и Мида, а Уна покушава да изолује Акицу из напете ситуације, али то није све! Мидо не крије љубомору, па се због Панчете свађа са Иваном... Вукашин посећује своју черку Жаклину, јер га занима како се осећа у другом стању и да ли је срећна са Небојшом. Жаклина му не верује... Алекса се захваљује Сенки због одлично урађеног посла! Ленка се плаши будућности коју доноси њена веза са Алексом, односно она ни не зна куда иде њихов однос, и због тога се жали Олги. Софија пристиже у компанију, оставља Добрицу и Дебељка у шоку! С друге стране, лепо расположење влада у Унином животу, која не престаје да певуши по кући, због чега је Панчета загледа "преко рамена" и пита о чему се ради... У вилу Каначки опет стиже незвани гост... |              |                                                                        |                                  | |                      |
| 1231 | 39           | "Она је дошла да уништи Кан Капитал"                                   | Милан Караџић и Станко Милошевић | Иван Јовановић, Александар Радуловић, Нина Џувер, Душан Јанковић, Биљана Вујовић, Милица Недељковић и Мина Ћирић                                                    | 7. новембар 2024.    |
| Софија долази у Кан Капитал, а Добрица је у страху да је њен циљ да уништи фирму и да ће сви остати без посла. Уна се скроз опоравља од несреће у којој је повредила ногу и сада коначно може да хода без штака. Радосну вест прво саопштава Павлу, којег посећује у ординацији. Софија не одустаје од идеје да уништи Каначке. Долази на идеју како да им се освети, а сада предузима и први корак - одлази на састанак са Стар ПР са којима жели сарадњу. Иван је свестан грешке коју је направио када је пијан флертовао са Маријаном и због тога долази у вилу да јој се извини. Убрзо након тога посећује га Олга... |              |                                                                        |                                  | |                      |
| 1232 | 40           | Уна одбија Павла? "Све ово са тобом ми делује прилично брзоплето"      | Милан Караџић и Станко Милошевић | Иван Јовановић, Александар Радуловић, Нина Џувер, Душан Јанковић, Биљана Вујовић, Милица Недељковић и Мина Ћирић                                                    | 8. новембар 2024.    |
| Павле изражава своје искрене емоције према Уни, али она га зауставља говорећи да је све ово превише брзоплето. Подсећа га да су јој ране из односа са Луком још увек свеже, а брзоплета одлука да се уда за Андрију је још један доказ да мора да успори. Небојша смирује Жаклину, говорећи јој да има ризичну трудноћу и да не сме да се нервира. Иако ју је одбила, Софија наставља да убеђује Барбару да прихвати њену пословну понуду. Уна пристиже касно кући, али Панчети ништа не може да промакне и зато је зове за сто да разговарају! Мидо жели да помогне Ивану, али Ивана он толико нервира, да чак током њихове свађе у "Малдивима" помиње свог кума Тићу и да је управо Мидо заузео његово место у Панчетином дому. У маркетиншкој агенцији "Стар" постоје промене и ни Уни, ни Гали, ни Ленки није јасно о чему се ради, због чега Уна долази по одговоре! |              |                                                                        |                                  | |                      |
| 1233 | 41           | Мидо предлаже Панчети романтично вече                                  | Милан Караџић и Станко Милошевић | Иван Јовановић, Александар Радуловић, Нина Џувер, Душан Јанковић, Биљана Вујовић, Милица Недељковић и Мина Ћирић                                                    | 9. новембар 2024.    |
| Пошто су остали сами у кући, Мидо предлаже Панчети да искористе прилику и организују романтично вече само за њих двоје. На Жилетов телефон Микију Тамбури се јавља Небојша. Пита оца како му не препознаје глас... Панчета опет прича са Иваном и говори му да изнова прави глупости и пита се шта да ради са њим. Уна прича са Алексом око Софијиног доласка у Стар ПР и идеје да их она ангажује као агенцију за посао. Габријела и Биљана су у Бизнис клубу и опет долази до неразумевања између ћерке и мајке. Миле каже Каји да нема више разлога за чекање... Боба захтева од Добрице и Дебељка да јој моментално пронађу неку адресу. Панчета затиче Мида како пакује свој кофер... |              |                                                                        |                                  | |                      |
| 1234 | 42           | "Имамо велики проблем, Жиле је ухапшен"                                | Милан Караџић и Станко Милошевић | Иван Јовановић, Александар Радуловић, Нина Џувер, Душан Јанковић, Биљана Вујовић, Милица Недељковић и Мина Ћирић                                                    | 10. новембар 2024.   |
| Вукашину у канцеларију улази Боба, он је позитивно изненађен што је види. Биљана се са Вањом случајно упознаје у Бизнис клубу. У разговору једна од тема је, наравно, и Уна Христић. Биљана јој говори да не би волела да њен син буде са неком женом која нема добре намере. Вања је жељна додатних информација... Мики долази код Софије и говори јој да имају велики проблем, јер је Жиле ухапшен. Добрица и Дебељко долазе код Алексе и говоре му да им је непријатно јер нису желели да до овога дође. Софија је са Уном у Бизнис клубу. Софија је пита да ли је састанак ту пословни или приватни. Уна заузима мало оштрији став у разговору. Панчета говори Миду да јој није добро и да престану сви да јој досађују. Мики Тамбура је у затвору, дошао је код Жилета да провери да ли је нешто некоме рекао о његовим пословима. |              |                                                                        |                                  | |                      |
| 1235 | 43           | Какву то сулуди идеју је Сенка предложила Алекси?                      | Милан Караџић и Станко Милошевић | Иван Јовановић, Александар Радуловић, Нина Џувер, Душан Јанковић, Биљана Вујовић, Милица Недељковић и Мина Ћирић                                                    | 11. новембар 2024.   |
| Иван пристиже у вилу Каначки и затиче Олгу, која га није очекивала. Међутим, он тврди да је она могла и да претпостави да ће се појавити на њеним вратима... Након разговора са Софијом, Уна одлази у фирму и све препричава Ленки и Гали. Оне нису претерано расположене да слушају о Софији, али Уна их подсећа да је Софија својевремено била чак и сувласница Кан Холдинга. Вања и Ирма долазе до заједничке идеје о сарадњи, и то представљају Алекси, који није баш много заинтересован. Сенка долази пред Алексу са једном сулудом идејом, коју он не може ни да претпостави. Павле и Уна и даље проводе време заједно, и то на њено инсистирање... |              |                                                                        |                                  | |                      |
| 1236 | 44           | "Хоћу нешто да ти кажем, у поверењу"                                   | Милан Караџић и Станко Милошевић | Иван Јовановић, Александар Радуловић, Нина Џувер, Душан Јанковић, Биљана Вујовић, Милица Недељковић и Мина Ћирић                                                    | 12. новембар 2024.   |
| Панчета затиче Мида у својој спаваћој соби и захтева објашњење! Уна и Павле обављају искрен разговор у његовој ординацији и он јој признаје да се не каје што јој је признао своја осећања. Можда ни Уна не може више да остане имуна... Након разговора са Олгом, Иван се састаје и са Алексом и занима га да ли сада може да се врати у вилу да живи. Уна одлучује да разговара са Панчетом, јер жели да јој каже нешто, у поверењу... |              |                                                                        |                                  | |                      |
| 1237 | 45           | Павлу стиже тужба!                                                     | Милан Караџић и Станко Милошевић | Иван Јовановић, Александар Радуловић, Нина Џувер, Душан Јанковић, Биљана Вујовић, Милица Недељковић и Мина Ћирић                                                    | 13. новембар 2024.   |
| Доктор обавља један позив и захтева објашњење! Панчета долази Жаклини у посету. Будући да она има ризичну трудноћу, хтела је да види како се осећа њена сестричина. Алекса позива Вању и Ирму на разговор у његову канцеларију. Донео је одлуку у вези са њиховом идејом. Павлу Вучковићу стиже тужба! Боба и Вукашин се поново виђају у бизнис клубу. Она има проблем, али се плаши да му каже, међутим он је охрабрује уз речи да њему може да каже све. Ситуација са Добрицом и Дебељком је ескалирала до физичког насиља и то на радном месту... |              |                                                                        |                                  | |                      |
| 1238 | 46           | "Јеси ти негде видео Ивана?"                                           | Милан Караџић и Станко Милошевић | Иван Јовановић, Александар Радуловић, Нина Џувер, Душан Јанковић, Биљана Вујовић, Милица Недељковић и Мина Ћирић                                                    | 14. новембар 2024.   |
| Вукашин долази Небојши у посету и говори му да је прилично изненађен како Небојша може да поднесе Жаклину. Небојша га "прозива" алудирајући да Жаклина много личи на свог оца. Жики, Микијев човек од поверења, позива софију за неки нови посао. После смањења плате од 20 процената, Добриаца долази у Малдиве да "утопи" тугу. Жали се Милету да је Дебељко крив због тога, а убрзо у кафану пристиже и Дебељко са истом причом. Будући да му ништа није јасно и не зна откуд тужба против њега, Павле долази код мајке по одговоре! Алекса и Мики Тамбура разоговарају о фамозном магацину, који Мики жели да прода али без спуштања цене! Међутим, Алекса није ни дошао да преговара о цени. Мидо одлази да спава и то у Панчетин кревет, ни не слутећи да то њој можда неће ни сметати јер она има сада паметнија посла! Занима је где је Иван... |              |                                                                        |                                  | |                      |
| 1239 | 47           | Миду није добро                                                        | Милан Караџић и Станко Милошевић | Иван Јовановић, Александар Радуловић, Нина Џувер, Душан Јанковић, Биљана Вујовић, Милица Недељковић и Мина Ћирић                                                    | 15. новембар 2024.   |
| Алекса је чекао Луку да се врати у фирму да му исприча све што се дешавало током последњих дана у магацину. Боба и Вукашин су били на вечети код Жаклине и Небојше, и Боба му се захваљује на позиву говорећи да јој је дружење баш пријало. Међутим, Вукашин нема такво мишљење. Панчета "луди" што се Иван понаша као петогодишњак, а Мидо је теши у њиховој спаваћој соби. Панчету једноставно занима зашто Иван није спавао код куће. Каја "шизи" пред венчање и жали се Зврку, својој будућој куми. Олга искрено разговара са Алексом, исказујући бригу са Иваном. Алекса је саветује да не треба толико да се брине, али она сматра да њу нико не разуме. Свесна је да је у Ивана изгубила поверење и не зна како и да ли ће моћи да га поврати. Жиле и Софија се кришом састају, али Мики их затиче заједно, свестан да му "раде иза леђа". Миду није добро... |              |                                                                        |                                  | |                      |
| 1240 | 48           | Панчета добија позив из болнице                                        | Милан Караџић и Станко Милошевић | Иван Јовановић, Александар Радуловић, Нина Џувер, Душан Јанковић, Биљана Вујовић, Милица Недељковић и Мина Ћирић                                                    | 16. новембар 2024.   |
| Павле прави љубоморну сцену због Луке, јер мисли да је Уна и даље заљубљена у њега. Добрица и Дебељко долазе код решења како да окончају "рат" и коначно уплове у мирну пословну луку, а то је подела радног места. Породица је забринута због Ивана који се поново одаје алкохолу и све чешће кући долази пијан. Панчета не зна како да изађе на крај са њим и одлази код Алексе како би покушала да наведе да разговара са оцем, међутим, он јој тада признаје да су у свађи... Каја уплакана позива Панчету и говори јој да дође у болницу... Панчета доноси одлуку да Ивана пошаље на одвикавање од алкохола. У случају да одбије да оде на лечење, одлучна је да га избаци из куће. |              |                                                                        |                                  | |                      |
| 1241 | 49           | Да ли Каја одустаје од удаје за Милета?                                | Милан Караџић и Станко Милошевић | Иван Јовановић, Александар Радуловић, Нина Џувер, Душан Јанковић, Биљана Вујовић, Милица Недељковић и Мина Ћирић                                                    | 17. новембар 2024.   |
| Миле затиче Кају како плаче, а с обзиром да не проговара, дошао је до закључка да се предомислила око њиховог венчања. Дебељков однос са Добрицом није баш најбољи, па је вероватно због тога одлучио да оде у бизнис клуб како би тамо покушао да добије нову шансу и поново постане конобар. Након разговора са Ирмом, Дебељко одлази до стола за којим седи Вања, која руководи тим објектом и почиње да јој се набацује... Вукашиновој агенцији прети опасност и због тога је забринут. У разговору са Барбаром проверава њену лојалност и поставља јој питање - у случају критичне ситуације, могу ли да рачунам на тебе? |              |                                                                        |                                  | |                      |
| 1242 | 50           | "Да ли тебе није бар мало срамота?"                                    | Милан Караџић и Станко Милошевић | Иван Јовановић, Александар Радуловић, Нина Џувер, Душан Јанковић, Биљана Вујовић, Милица Недељковић и Мина Ћирић                                                    | 18. новембар 2024.   |
| Панчета је утучена због Мида који је завршио у болници након инфаркта и жали се Уни. Вукашин је утучен због Бобе, и то примећује и Маринко који жели да му се професор повери, како би могао да му помогне. Састају се Уна, Алекса и Лука и причају о њиховим плановима за магацин. Будући да са њом имају историју познанства, сигурни су да она опет нешто "мути". А Софија је већ кренула са својим планом. Контактирала је све фирме познатих брендова чије ће одевне комаде увозити, али Микију Тамбури то ипак смета. Иако је уживала у дружењу са Дебељком, изгледа да Вања жели да то сакрије у фирми. Међутим, Дебељко није ни слутио да она не жели да се о томе говори другима. Избија сукоб измежу Олге и Зврка. Олга покушава да је уразуми, јер мисли да је претерала, а Зврк сматра да се поштовање заслужује и да га она свакако није заслужила. Павле опет има проблема, а његова медицинска сестра му доноси лоше вести... |              |                                                                        |                                  | |                      |
| 1243 | 51           | Падају маске и сада упознајемо Павлову другу страну личности...        | Милан Караџић и Станко Милошевић | Иван Јовановић, Александар Радуловић, Нина Џувер, Душан Јанковић, Биљана Вујовић, Милица Недељковић и Мина Ћирић                                                    | 19. новембар 2024.   |
| Алекса и Лука вредно раде у канцеларији, али их прекида лоша вест која стиже Алекси путем мејла. Панчета се јако забринула због Мидовог здравља па је дошла да га посети у болници. Мидо јој признаје да није ни пио терапију коју су му прописали лекари. Полако падају маске па тако упознајемо и Павлову другу страну личности. Ону мање пријатну. Његове грешке из прошлости "дошле су на наплату", а заједно са њима и медицинска сестра Лола која је дошла да разговара о њиховој будућности. Павле жели да они ипак буду пријатељи, али Лола има своје захтеве! Иван саопштава Милету да одлази! На право место, тамо где мора да иде, али Милету ништа није јасно, убеђен да је Иван постао члан неке секте. Вукашин је у дуговима и прети му затварање агенције. |              |                                                                        |                                  | |                      |
| 1244 | 52           | Кога то Вукашин уходи?                                                 | Милан Караџић и Станко Милошевић | Иван Јовановић, Александар Радуловић, Нина Џувер, Душан Јанковић, Биљана Вујовић, Милица Недељковић и Мина Ћирић                                                    | 20. новембар 2024.   |
| Изгледа да је Вукашин морао да уради оно што је једино могао - да затвори детективску агенцију. Олга тражи по кухињи флашу алкохола, налази је али није сигурна шта жели да уради са њом. Миле долази Миду у посету, плашећи га о потенцијалном новом инфаркту. Мидо је преплашен оним што чује, али не одустаје да са њим подели одлуке које намерава да донесе чим изађе из болнице. Лука покушава да разговара са Олгом, али га она изгледа прави лудим. Он, бесан стиже у фирму и прави скандал пред Алексом, јер не може да схвати да су се од њега сакриле многе ствари! Можда је у финансијским дуговима, али Вукашин није одустао од каријере приватног детектива па тако уходи једног мушкарца... |              |                                                                        |                                  | |                      |
| 1245 | 53           | Да ли ће Павле да превари Уну?                                         | Милан Караџић и Станко Милошевић | Иван Јовановић, Александар Радуловић, Нина Џувер, Душан Јанковић, Биљана Вујовић, Милица Недељковић и Мина Ћирић                                                    | 21. новембар 2024.   |
| Павле припрема вечеру за Уну и њега, међутим, право изненађење уследиће када му неко други позвони на врата и то у касне сате... Лука је под великим стресом, а бес испољава на послу. Незадовољан је радом запослених, а смета му и то што сви о свему обавештавају Алексу, док се према њему понашају као да не постоји. Ово доводи до свађе, али и до напетог односа између Луке и Алексе. Лукино понашање најтеже пада Вањи, која ће се прва наћи на "удару". Лука јој пред Добрицом и Дебељком говори да не ради свој посао како треба и да то мора да промени. Понижена пред свима, Вања одлази код Бобе у канцеларију и говори све најгоре о Луки... |              |                                                                        |                                  | |                      |
| 1246 | 54           | После свађе са Зврком, Лука има жељу да види Уну                       | Милан Караџић и Станко Милошевић | Иван Јовановић, Александар Радуловић, Нина Џувер, Душан Јанковић, Биљана Вујовић, Милица Недељковић и Мина Ћирић                                                    | 22. новембар 2024.   |
| Немири између Луке и Зврка не јењавају! Никако не могу да се усагласе и због тога Лука, усред једне свађе, одлучује да напусти кућу и прошета. Да Зврк има проблем са Олгом не зна ни Алекса, који моли Ленку да му објасни о чему се ради. Иако му је зет, то не значи да Небојша не може да обавља своје дужности као инспектор полиције. Зато долази код Вукашина и приводи га. Вукашин не може да верује шта се дешава. Павле је све припремио за романтичну вечеру са Уном, али се на вратима његовог стана појављује Лола. Уна се спрема за вечеру код Павла, али се на њеним вратима појављује Лука, који је бесан напустио Зврка и оставио је у кући. Панчета је увек ту да Уни држи стражу. Обећала јој је да ником неће рећи да се Уна кришом састаје са Павлом, али је такође моли да буде свесна да ће се све на крају сазнати и да је боље да Лука само од ње сазна истину. Павлу ипак неко куца на врата. Уместо да отвори врата, добија пољубац од Лоле... |              |                                                                        |                                  | |                      |
| 1247 | 55           | Уна не верује Павлу, а он добија неочекиване вести!                    | Милан Караџић и Станко Милошевић | Иван Јовановић, Александар Радуловић, Нина Џувер, Душан Јанковић, Биљана Вујовић, Милица Недељковић и Мина Ћирић                                                    | 23. новембар 2024.   |
| Небојша је привео Вукашина у станицу, али сада мучи муку са тастовим идејама. Уна љубоморише Павлу због ситуације са Лолом, иако је он убеђује да између њих не постоји ништа осим колегијалног односа, Уна није спремна да му поверује. Ствари се додатно компликују када Габријела дође код Павла да му саопшти новости. Добрица наставља своју шпијунску акцију, а Миду у посету у болницу долази... |              |                                                                        |                                  | |                      |
| 1248 | 56           | Шок на вратима!                                                        | Милан Караџић и Станко Милошевић | Иван Јовановић, Александар Радуловић, Нина Џувер, Душан Јанковић, Биљана Вујовић, Милица Недељковић и Мина Ћирић                                                    | 24. новембар 2024.   |
| Лука ће бити изненађен када му мирно вече код куће поквари изненадно звоно на вратима. А тек када их отвори... Уна саопштава Луки и Алекси да мора да прихвати посао са Софијом. Алекса се труди да разуме, а Луки се идеја ни мало не допада, јер је сигуран да са њом никада не могу бити "чиста посла". Тога је на неки начин свесна и Уна, али она не жели да упадне у теорију завере. Жаклина је поново нерасположена, и уморног Небојшу дочекује "на нож". Панчета затеже "омчу" око Добрицв и приморава га да јој призна у чему се ради... |              |                                                                        |                                  | |                      |
| 1249 | 57           | Жаклина је хитно хоспитализована                                       | Милан Караџић и Станко Милошевић | Иван Јовановић, Александар Радуловић, Нина Џувер, Душан Јанковић, Биљана Вујовић, Милица Недељковић и Мина Ћирић                                                    | 25. новембар 2024.   |
| Избија жустра расправа између Небојше и Жаклине и то због Вукашиновог привођења. Жаклини ће у једном моменту позлити због чега ће завршити у болници, а Небојша ће бити у страху за живот њиховог детета. Уна долази код Луке и извињава му се што га је лагала у вези односа са Павлом и признаје му да међу њима нема више ничега. Вања поносно одлази код Ирме и саопштава јој да је менаџмент одобрио буџет и да је све спремно за вечери привредника у бизнис клубу... Мидо излази из болнице и спреман је да запроси Панчету... |              |                                                                        |                                  | |                      |
| 1250 | 58           | Жаклина је изгубила бебу                                               | Милан Караџић и Станко Милошевић | Иван Јовановић, Александар Радуловић, Нина Џувер, Душан Јанковић, Биљана Вујовић, Милица Недељковић и Мина Ћирић                                                    | 26. новембар 2024.   |
| Зврк се жали Каји да више не може да поднесе то што се Лука сваки дан виђа са Уном. Каја је теши да то мора тако, јер имају заједничко дете. Зврк изгледа не може да се помири са тим... И браћа имају сличан разговор. Лука се жали Алекси да се посвађао са Зврк и да више не може да поднесе њихове свађе. "Ја могу да умрем, али морам да урадим оно што сам замислио", овим речима је Мидо запросио Панчету. Она мисли да њему опет није добро јер не може да поверује да је Мидо проси. Боба је шокирана што је Вукашин више не зове. На трен је помислила да њих двоје могу да буду заједно, али Вукашин је "нестао без трага". Жали се Сенки, која је моли да своје приватне проблеме решава ван радног времена. Олга доводи Дину у фирму, а Лука остаје затечен. Данас није његов дан са ћерком, али од Олге сазнаје да је Жаклини позлило и да је завршила у болници. Жаклина је изгубила бебу и Небојша за то криви искључиво Маринка, Микија и Вукашина! Небојша доживљава нерни слом због тога и виче на Маринка, претећи му да нестану из његовог живота!                    |              |                                                                        |                                  | |                      |
| 1251 | 58           | Зврк напушта вилу?                                                     | Милан Караџић и Станко Милошевић | Иван Јовановић, Александар Радуловић, Нина Џувер, Душан Јанковић, Биљана Вујовић, Милица Недељковић и Мина Ћирић                                                    | 27. новембар 2024.   |
| Изгледа да се љубавној причи Луке и Зврка ближи крај... Гала се хвали Ленки неким новим фрајером, али Ленка запажа нешто што ће Гали много значити. Мидо пакује своје ствари и одлази из куће, али га Панчета прекида. Небојша плаче у болници јер је Жаклина изгубила бебу. Лука га теши, али у том моменту у болницу стиже Мики Тамбура и Небојша прави скандал у чекаоници. Криви Микија за све што се десило. Олга чека Луку да се врати кући, како би разговарали. Олга алудира на ситуацију са Зврком, али Лука више не зна о чему жели да прича и шта више жели да прича. Луку чека и Зврк да поразговарају, али Лука више нема ни снаге ни капацитета... |              |                                                                        |                                  | |                      |
| 1252 | 59           | "Донео сам одлуку"                                                     | Милан Караџић и Станко Милошевић | Иван Јовановић, Александар Радуловић, Нина Џувер, Душан Јанковић, Биљана Вујовић, Милица Недељковић и Мина Ћирић                                                    | 28. новембар 2024.   |
| Свађа између Луке и Зврка је погодила и Алексу и Ленку који коментаришу тренутно стање у вили. Алекса увиђа да се Лука понаша незрело и да му "контрира" намерно, шта год да га Алекса посаветује. Не може да разуме његово понашање. Добрица и Гала долазе у Малдиве да би понижавали и прозивали Дебељка, који је на граници да изгуби стрпљење са оваквим гостима! Маријана затиче Олгу како пије у кухињи и Олга је моли да то што је видела остане само између њих две. Уна и Павле се поново састају јер он има нешто да јој каже. Донео је важну одлуку. Мидо изводи Панчету на пиће у Фејм, али тамо затичу Дијану Ерски која би да прави нови скандалчић! Међутим, Панчета није била расположена... Небојша одлучује да утоли тугу у алкохолу... |              |                                                                        |                                  | |                      |
| 1253 | 60           | Да ли ће Павле да раскине са Уном?                                     | Милан Караџић и Станко Милошевић | Иван Јовановић, Александар Радуловић, Нина Џувер, Душан Јанковић, Биљана Вујовић, Милица Недељковић и Мина Ћирић                                                    | 29. новембар 2024.   |
| Габријела долази код Биљане и говори јој да су Павле и Уна раскинули. Мајци признаје да се њен однос са Павлом поправио и да је почео да јој се отвара, и да је тако сазнала да је ставио тачку на однос са Уном. Ово сазнање узнемирило је Биљану, јер је у страху да ће њен син сада да пати. Међутим, док Биљана страхује због Павла и његовог наводног раскида, Уна и он заједно вечерају у његовом стану, а да ли ће тада да дође до раскида? Небојша Тамбура је неутешан због губитка детета, а док је Жаклина у болници он утеху проналази у алкохолу. У посету му долази Вукашин који ће са њим да обави озбиљан разговор. |              |                                                                        |                                  | |                      |
| 1254 | 61           | Уна и Павле свима говоре да су заједно, али Лола...                    | Милан Караџић и Станко Милошевић | Иван Јовановић, Александар Радуловић, Нина Џувер, Душан Јанковић, Биљана Вујовић, Милица Недељковић и Мина Ћирић                                                    | 30. новембар 2024.   |
| Уна ипак одлучује да Павлу пружи шансу! С друге стране, Панчета има ноћну мору, а Мидо покушава да је смири. Нико не може да је смири и зато она устаје "на леву ногу" и сви због тога у кући морају да испаштају. Није добар дан ни Луки, коме доручак са породицом у вили пада јако тешко. Чује се само мук, који је Олга покушала да прекине једноставним питањем "како је Жаклина", али Лука није могао ни на то да одговори. Павле и Уна одлучују да обелодане своју везу свима, али њу мучи Лолина реакција... |              |                                                                        |                                  | |                      |
| 1255 | 62           | Да ли ће Павле признати мајци да је у вези са Уном?                    | Милан Караџић и Станко Милошевић | Иван Јовановић, Александар Радуловић, Нина Џувер, Душан Јанковић, Биљана Вујовић, Милица Недељковић и Мина Ћирић                                                    | 1. децембар 2024.    |
| Мидо долази у Малдиве и тражи алкохол! Затиче га Миле за шанком и није му јасно шта се дешава... Уна објашњава Павлу да не жели да ниједан спољни фактор утиче на њихову везу. Павле затим одлази на породично окупљање са Габријелом и Биљаном, која инсистира на чињеници да је епизода са Уном завршена. Павле мудро ћути. Софија и Мики Тамбура имају неслагања. Мики је шокиран како је могуће да је Софија "пустила крила" и да се тако понаша пред својим газдом. |              |                                                                        |                                  | |                      |
| 1256 | 63           | Панчета избацује Мида из куће                                          | Милан Караџић и Станко Милошевић | Иван Јовановић, Александар Радуловић, Нина Џувер, Душан Јанковић, Биљана Вујовић, Милица Недељковић и Мина Ћирић                                                    | 2. децембар 2024.    |
| Павле и Уна одлазе на викенд путовање. Иако је Уна рекла Луки да је раскинула са Павлом, сада му прећуткује њихово помирење, али и заједничко путовање због којег ће Акицу оставити код њега. Уна је узбуђена због Павловог изненађења, али се поново нашла у непријатној ситуацији, односно између две ватре - Луке и Павла. Панчета пакује Мидове ствари и избацује га из куће. Говори му да није ни слепа, ни глупа, али он и даље не зна о чему се ради... Маријана затиче Олгу без свести... |              |                                                                        |                                  | |                      |
| 1257 | 64           | Хоће ли Уна признати Луки са ким одлази?                               | Милан Караџић и Станко Милошевић | Иван Јовановић, Александар Радуловић, Нина Џувер, Душан Јанковић, Биљана Вујовић, Милица Недељковић и Мина Ћирић                                                    | 3. децембар 2024.    |
| Уна и Павле планирају да оду на викенд путовање, због чега Уна моли Луку да причува Акицу, али не говори му истину зашто јој треба услуга. Међутим, то тако лако не пролази! Луку занима са ким Уна иде на путовање и поставља јој конкретно питање! Боба прилази Маринку у Бизнис клубу и пита га када се последњи пут чуо са Вукашином. Панчета и Мидо се срећу у Малдивима, а "уље на ватру" долива Миле Купус који инсистира на њиховом помирењу, како би направили дуплу свадбу. Каја и Миле, заједно са Панчетом и Мидом, испред олтара. Миле убеђује Панчету, пред Мидом, да је то одлична идеја, а Панчети није баш као да не прија то што чује. Жаклина је неутешна. Након што је изгубила бебу, Панчета је дочекује у болници и прати је кући заједно са Небојшом. Као права тетка, Панчета чини све како би Жаклина лакше поднела бол коју осећа. Теши је, а речи које изговара и те како пријају и Небојши, који тада схвата да је Панчета добра жена... |              |                                                                        |                                  | |                      |
| 1258 | 65           | Вукашин жели да изврши самоубиство                                     | Милан Караџић и Станко Милошевић | Иван Јовановић, Александар Радуловић, Нина Џувер, Душан Јанковић, Биљана Вујовић, Милица Недељковић и Мина Ћирић                                                    | 4. децембар 2024.    |
| Вукашин тренутно пролази кроз тежак период у животу, а како не види излаз из ситуације у којој се нашао, размишља да дигне руку на себе. Вукашин се закључава у своју детективску агенцију и почиње да се опија, док све време гледа у пиштољ који се налази на столу. У једном моменту успаничена Боба лупа на његова врата у нади да ће моћи са њим да обави разговор. Однос Зврка и Луке је на танком леду и све чешће се свађају. Лука сада у разговору са Алексом признаје да не гаји емоције према Зврку као што она гаји према њему... Жаклина излази из болнице, а Панчета је све време уз њу како би лакше пребродила губитак детета... |              |                                                                        |                                  | |                      |
| 1259 | 66           | "А што ме лажеш сад?"                                                  | Милан Караџић и Станко Милошевић | Иван Јовановић, Александар Радуловић, Нина Џувер, Душан Јанковић, Биљана Вујовић, Милица Недељковић и Мина Ћирић                                                    | 5. децембар 2024.    |
| Лука и Зврк никако да нађу заједнички језик... Боба признаје Сенки да је била код Вукашина. Сенка јој придикује, али Боба сада није у стању да слуша придике. Небојша се дистанцирао од Жаклине. Она је то приметила и моли га да разговарају. Откад је изашла из болнице, Небојша избегава сваки контакт и сада она жели да зна шта га мучи. Проблем са комуникацијом имају и Зврк и Лука, који и даље одлаже решавање проблема у њиховој вези. Зврк жели да прича, али Луки није до тога. Маринко је привео Жилета и покушава да телефонски позове Небојшу да дође на посао, јер га чекају у полицијској станици. Жилета занима зашто је завршио у полицији, али Маринко остаје недоречен. Лука се напио, а Зврк га "дочекује на нож"! Занима је зашто се напио, сигурна у то да је Лука тренутно лаже. Лука можда није ни свестан да се напио због тога што је Уна отишла са Павлом на викенд путовање... "Шта радиш то?" реченица је којом је Мидо ушао у њихову спаваћу собу и затекао Панчету са његовом торбом новца...                                                             |              |                                                                        |                                  | |                      |
| 1260 | 67           | Да ли Панчета има дете?                                                | Милан Караџић и Станко Милошевић | Иван Јовановић, Александар Радуловић, Нина Џувер, Душан Јанковић, Биљана Вујовић, Милица Недељковић и Мина Ћирић                                                    | 6. децембар 2024.    |
| Панчету муче ноћне море због тајни из прошлости. Панчета је у младости пролазила кроз прави пакао и врло млада ушла у свет проституције, међутим један детаљ из њеног живота многе ће оставити у шоку - била је трудна... Панчети се у сну појављује позитиван тест на трудноћу, а када се пробуди и схвати шта је сањала, из свог ормара вади стари кофер у ком се налази одело за бебе. Сада се поставља питање - да ли Панчета има дете? Жиле, који је главни Микијев сарадник у прљавим пословима, приведен је у полицијску станицу. Ситуација ће измаћи контроли када дође до његовог сусрета са Небојшом Тамбуром, који ће у једном моменту изгубити контролу и пребити Жилета. Однос Зврка и Луке је "на климавим ногама", а о својим проблемима разговараће са Ирмом. Међутим, Зврк се неће зауставити само на разговору, већ ће и да се напије, па ће тако у алкохолисаном стању у касне сате доћи у вилу Каначких... |              |                                                                        |                                  | |                      |
| 1261 | 68           | Kако сам ја доспела овде?                                              | Милан Караџић и Станко Милошевић | Иван Јовановић, Александар Радуловић, Нина Џувер, Душан Јанковић, Биљана Вујовић, Милица Недељковић и Мина Ћирић                                                    | 7. децембар 2024.    |
| Лука тражи од Зврк да му пружи руку, али она одбија. Упркос томе, он жели да наставе свој разговор. Жиле и Мики Тамбура се налазе у кафићу, а Мики га зафркава како су га "нашминкали", с обзиром да су му модрице од пребијања и те како видљиве. Каја се жали Панчети да се баш уморила, али она нема много разумевања, већ јој упућује коментар "суза ми из ока кану". Лука доноси Зврк кафу у кревет, а она се пита како је уопште доспела ту. |              |                                                                        |                                  | |                      |
| 1262 | 69           | Што ме тако званично поздрављаш?                                       | Милан Караџић и Станко Милошевић | Иван Јовановић, Александар Радуловић, Нина Џувер, Душан Јанковић, Биљана Вујовић, Милица Недељковић и Мина Ћирић                                                    | 8. децембар 2024.    |
| Између Луке и Уне се осећа нека напетост. Лука среће Уну у Капиталу и поздравља је на начин који она сматра превише званичним. Како би се "извукао" и показао јој да то није случај, започиње разговор питајући је како јој је прошао викенд и да ли је одморила. Ипак, Уни он и даље делује мало чудан, али му уљудно одговара да је било фино. Вукашин долази код своје ћерке која је изненађена што га види. Сестра Лола пита Павла како се провео за викенд. Миле Купус и Мидо воде разговоре у кафани. Када дође Лука и понуди своју помоћ, Миле ће је радо прихватити. Небојша и Жаклина не могу да нађу заједнички језик. |              |                                                                        |                                  | |                      |
| 1263 | 70           | Небојша признаје Жаклини да је полудео                                 | Милан Караџић и Станко Милошевић | Иван Јовановић, Александар Радуловић, Нина Џувер, Душан Јанковић, Биљана Вујовић, Милица Недељковић и Мина Ћирић                                                    | 9. децембар 2024.    |
| Небојша у разговору са Жаклином говори да је полудео... Тамбура пролази кроз тежак период, а то ће оставити трага на његов приватан, али и послован живот. Након што је Жилета пребио у полицијској станици, Небојша своју агресију усмерава на Вукашина, којег затиче код њега у стану. Тамбура након турбулентних ситуација одлази у бизнис клуб и кроз сузе обавља разговор са Ирмом... Олга све теже подноси алкохол од којег се раније лечила, а на који се поново навукла. Иако сви у кући примећују промену у њеном понашању, нико не може ни да наслути шта се крије иза њеног нерасположења. |              |                                                                        |                                  | |                      |
| 1264 | 71           | Да ли ће Миле оставити Кају пред матичарем?                            | Милан Караџић и Станко Милошевић | Иван Јовановић, Александар Радуловић, Нина Џувер, Душан Јанковић, Биљана Вујовић, Милица Недељковић и Мина Ћирић                                                    | 10. децембар 2024.   |
| Све је спремно за Кајино и Милетово венчање, али као и све у њиховом односу, ни ово неће моћи да прође без проблема. Сви дају све од себе како би олакшали организацију венчања, па је тако Панчета задужена за торту, али и декорацију кафића. Међутим, у једном моменту савладаће је емоције и успомене из прошлости и на тренутак враћа се у период када су Нада и она правиле торте... Лука и Алекса организују састанак у Кан Капиталу и запосленима саопштавају одлуку која ће све оставити у чуду, чак и Сенку Кокољ. Жаклина након губитка бебе, али и односа са Небојшом Тамбуром који је у последње време све нарушенији, одлучује да крене на терапију код Милене Буразер. Све је спремно за Кајино и Милетово венчање, али наилазе на проблем пред матичарем - нема младожење... |              |                                                                        |                                  | |                      |
| 1265 | 72           | Миле је преварио Кају на дан венчања                                   | Милан Караџић и Станко Милошевић | Иван Јовановић, Александар Радуловић, Нина Џувер, Душан Јанковић, Биљана Вујовић, Милица Недељковић и Мина Ћирић                                                    | 11. децембар 2024.   |
| Кајино и Милетово венчање пропада. Иако су дуго преговарали о свим детаљима како би тај дан био посебан, у последњем тренутку све се претвара у праву ноћну мору када Каја затекне Милета "у акцији" са Галом. Каја уплакана бежи са венчања, а Миле ће за своју неверу пред свима оптужити Луку... Габријела потеже све могуће везе које има у суду и тужилаштву како би помогла Павлу, а док они о томе разговарају у његовој ординацији, на Биљанина врата покуцаће мушкарац из Габријелине прошлости... |              |                                                                        |                                  | |                      |
| 1266 | 73           | Ко је заправо Габријелин пријатељ из прошлости?                        | Милан Караџић и Станко Милошевић | Иван Јовановић, Александар Радуловић, Нина Џувер, Душан Јанковић, Биљана Вујовић, Милица Недељковић и Мина Ћирић                                                    | 12. децембар 2024.   |
| Зврк се жали Ирми да неке ствари Луки не може да опрости. Овај фијаско од Милетовог и Кајиног венчања навео је многе на размишљање, па тако и Алексу и Ленку који су свесни да су у нечему погрешили. Изгледа да Горан није тако добар Габријелин пријатељ, будући да је она у благом шоку када га види у свом стану, са Биљаном за столом. Горан покушава да опусти атмосферу, пошто је Биљану већ "купио", али Габријели ништа није смешно и не може да се опусти пред њим. Зврк покушава да ступи у контакт са Кајом, али се она не јавља. С друге стране, Лука пије у Малдивима са Милетом који га пита како даље. Шта сада треба да уради након што је оставио Кају пред олтаром... |              |                                                                        |                                  | |                      |
| 1267 | 74           | Да ли ће Каја опростити Милету?                                        | Милан Караџић и Станко Милошевић | Иван Јовановић, Александар Радуловић, Нина Џувер, Душан Јанковић, Биљана Вујовић, Милица Недељковић и Мина Ћирић                                                    | 13. децембар 2024.   |
| Боба стиже у фирму и случајно је из Дебељковог и Добрициног разговора чула све. Након што је Миле пољубио Галу, настао је прави хаос. Не само што је венчање упропашћено, већ је Гала постала главни предмет приче, па тако Вању занима шта се све дешавало тог дана пред венчање. Гали није пријатно и волела би да то не коментарише. Небојша и Жаклина долазе на сеансу код психотерапеуткиње Милене. Док је Небојша мало бољег расположења, Жаклина изјављује да је тужна и меланхолична. Не само што се вратио у Габријелин животи "купио" њену мајку, Горан коначно упознаје и Павла који свраћа код мајке у стан. Миле долази код Каје у вртић и мањи је од маковог зрна и долази да тражи опроштај... |              |                                                                        |                                  | |                      |
| 1268 | 75           | Павле не верује у Горанову причу                                       | Милан Караџић и Станко Милошевић | Иван Јовановић, Александар Радуловић, Нина Џувер, Душан Јанковић, Биљана Вујовић, Милица Недељковић и Мина Ћирић                                                    | 14. децембар 2024.   |
| Павле не верује у Горанову и Габријелину причу. Иако Габријела на све начине покушава да га убеди да јој је Горан дечко, Павле је врло сумњичав по том питању. Гала се због Милетове непромишљености налази у неугодној ситуацији и сада је сви осуђују због пољупца са њим и то на дан његовог венчања. Након што је бес искалила на Луки, ту се не зауставља већ иде право код главних криваца због гласина које круже о њој - Добрице и Дебељка. Панчета и Мидо праве романтичну вечеру... |              |                                                                        |                                  | |                      |
| 1269 | 76           | Ко се у касне сате појављује Олги на вратима?                          | Милан Караџић и Станко Милошевић | Иван Јовановић, Александар Радуловић, Нина Џувер, Душан Јанковић, Биљана Вујовић, Милица Недељковић и Мина Ћирић                                                    | 15. децембар 2024.   |
| Олга се налази у тешкој ситуацији због алкохола којем се поново одаје, а прави шок уследиће када јој се у касне сате на вратима појави особа коју није очекивала. Жаклинин и Небојшин однос упада у кризу након губитка детета. Иако дају све од себе како би превазишли тежак период, то им баш и не полази за руком. Након терапије на коју одлазе код Милене Буразер долази до свађе и озбиљног разговора... Милетов и Кајин раскид утиче на све људе у њиховој околини, па је тако однос Луке и Зврка поново у проблему. Међутим, изгледа да Лука има решење за њихов проблем. Панчету муче тајне из прошлости које почињу све чешће да је прогањају... |              |                                                                        |                                  | |                      |
| 1270 | 77           | "Ја не желим да абортирам"                                             | Милан Караџић и Станко Милошевић | Иван Јовановић, Александар Радуловић, Нина Џувер, Душан Јанковић, Биљана Вујовић, Милица Недељковић и Мина Ћирић                                                    | 16. децембар 2024.   |
| Док Миле тугује, Мидо се хвали како му је лепо у браку са Панчетом. Милету није пријатно то што чује, али Мидо то и намерно ради, како би га опаметио и како би схватио да је погрешио што је преварио Кају. Сенка је схватила да се Боба заљубила, као и то да је други дан у фирму дошла у истој одевној комбинацији, алудирајући на то да зна да је вече провела са Вукашином. Сенка јој уделује комплимент, али Боба не схвата. Иван се вратио са одвикавања од алкохола и саопштава Олги да је схватио суштину. Олга је затечена, јер не може да верује да пред собом види потпуно другог Ивана. Међутим, Олга чува најважнију информацију за крај. Уна је дошла да посети Павла у ординацију, а њему је мило што је види. Прошлост опет прогони Панчету, па тако сазнајемо да она ипак није абортирала и да је задржала дете... |              |                                                                        |                                  | |                      |
| 1271 | 78           | Зврк не може да пробуди Кају                                           | Милан Караџић и Станко Милошевић | Иван Јовановић, Александар Радуловић, Нина Џувер, Душан Јанковић, Биљана Вујовић, Милица Недељковић и Мина Ћирић                                                    | 17. децембар 2024.   |
| Нова драма у вили Каначки уздрмаће целу породицу. Уна добија позив из вртића и сазнаје да се Акица савија од болова и да му није добро. Заједно га са Павлом води код лекара, међутим ни не слути да би тамо могло да дође до првог сусрета Луке и Павла. Са друге стране, хаос се дешава и у вили Каначки, када Каји изненада позли и Зврк не може да је пробуди... Љубав Жаклине и Небојше могла би врло брзо да доживи крах, а до драстичног погоршања њихових односа долази након губитка детета. Иако је Жаклина положила све наде у заједничку терапију код Милене Буразер, Тамбура се тамо не појављује, већ одлази у бизнис клуб и састаје се са Ирмом... |              |                                                                        |                                  | |                      |
| 1272 | 79           | Горан је бацио око на Дијану Ерски                                     | Милан Караџић и Станко Милошевић | Иван Јовановић, Александар Радуловић, Нина Џувер, Душан Јанковић, Биљана Вујовић, Милица Недељковић и Мина Ћирић                                                    | 18. децембар 2024.   |
| Габријела и Горан одлазе у Фејм на вечеру, а тамо долази до Горановог упознавања са Дијаном Ерски. Тада долази до врло занимљиве ситуације када "севну варнице" између Дијане и Горана, који је бацио око на њу. Боба и Вукашин се састају у детективској агенцији, а у тренутку када је Вукашин желео да јој постави питање, њихов интиман тренутак прекинуће особа која се појављује на вратима... Жаклина све теже подноси лош однос који има са Небојшом након губитка бебе, а иако су кренули на терапију код Милене Буразер, ситуациа се не поправља. Она сада одлази код Панчете како би о свему отворено разговарале... |              |                                                                        |                                  | |                      |
| 1273 | 80           | "Сад сте га 'угасили'"                                                 | Милан Караџић и Станко Милошевић | Иван Јовановић, Александар Радуловић, Нина Џувер, Душан Јанковић, Биљана Вујовић, Милица Недељковић и Мина Ћирић                                                    | 19. децембар 2024.   |
| Вукашин и Боба проводе романтично вече. Вукашин јој показује своја осећања, али пошто није баш јасан, Боба му тражи да јој објасни шта он то заправо осећа према њој. Небојша долази кући бесан након аразговора са Маринком, који га је подсетио да је суспендован и не сме да долази на посао. Панчета разговара са својом сестром молећи је да јој каже када ће да дође да посети Жаклину. Небојша је смењен и на његово место долази нови директор полиције. Нови окршај између Олге и Уне је на помолу. Након што је Олга разговарала са Кајом на начин који није био прикладан, Уна осећа бес и одмах долази код Олге да се обрачуна. Софија опет неком "копа јаму". |              |                                                                        |                                  | |                      |
| 1274 | 81           | Жаклина пакује кофере и одлази од Небојше                              | Милан Караџић и Станко Милошевић | Иван Јовановић, Александар Радуловић, Нина Џувер, Душан Јанковић, Биљана Вујовић, Милица Недељковић и Мина Ћирић                                                    | 20. децембар 2024.   |
| Жаклина након разговора са Панчетом доноси одлуку - пакује кофере и одлази од Небојше Тамбуре. Иако даје све од себе да поправи њихов однос, Жаклина не види друго решење... Миле је неутешан након хаоса који је изазвао на дна сопственог венчања када је пред Кајом пољубио Галу. До склапања брака није дошло, али сада долази до првог Галиног и Милетовог сусрета. Иван је као нов након лечења од алкохолизма, а сада жели да реши све проблеме из прошлости који су настали због његовог опијања. Прва на његовом списку је Маријана, коју је Иван спопадао док је био у алкохолисаном стању. Заједно ће попити чај, а он ће ту прилику искористити да јој се извини. Међутим, да ли ће тада од ње сазнати да се Олга поново одала истом пороку, остаје нам да видимо... |              |                                                                        |                                  | |                      |
| 1275 | 82           | Панчета има нову ноћну мору                                            | Милан Караџић и Станко Милошевић | Иван Јовановић, Александар Радуловић, Нина Џувер, Душан Јанковић, Биљана Вујовић, Милица Недељковић и Мина Ћирић                                                    | 21. децембар 2024.   |
| Мидо се уселио код Панчете која је шокриана бројем његових кофера и кеса. Уна се спрема да са Акицом оде на вечеру код свог драгог Павла. Добрицу брине то што је у фирми превише мирно и као да после зтишја призива буру, јер се у сред његовог разговора са Дебељком, појављује Гала. Вукашин је пресрећан због Алексине посете, а Панчета има нову ноћну мору... |              |                                                                        |                                  | |                      |
| 1276 | 83           | Каја доноси важну одлуку                                               | Милан Караџић и Станко Милошевић | Иван Јовановић, Александар Радуловић, Нина Џувер, Душан Јанковић, Биљана Вујовић, Милица Недељковић и Мина Ћирић                                                    | 22. децембар 2024.   |
| Павле, Уна и Акица проводе дивно вече. Иако Павле предлаже да остану, Уна инсистира да оде кући са сином. Каја признаје Зврку да је много размишљала о свему то јој се десило и да је донела важну одлуку. Док се Мидо проводио у Малдивима, Панчета такође није била код куће. Мида занима где је била, али она не жели да му каже. Лука долази до новог сазнања и саопштава га Милету... |              |                                                                        |                                  | |                      |
| 1277 | 84           | Лука уцењује Уну због односа са Павлом                                 | Милан Караџић и Станко Милошевић | Иван Јовановић, Александар Радуловић, Нина Џувер, Душан Јанковић, Биљана Вујовић, Милица Недељковић и Мина Ћирић                                                    | 23. децембар 2024.   |
| Ленка долази код Алексе и говори му да престане крити истину од ње... Миле од Луке сазнаје да је Каја покушала да се убије након што ју је на дан венчања преварио са Галом. Уплашен и успаничен одлази код Панчете у нади да ће она моћи да га помири са Кајом... У Кан капиталу избија жестока свађа између Уне и Луке и то због њеног односа са Павлом. Лука је уцењује и поручује јој да ће морати да предузме неке мере ако настави тако да се понаша. Однос Панчете и Мида је на климавим ногама након што је из кафане дошао пијан кући... |              |                                                                        |                                  | |                      |
| 1278 | 85           | Да ли Зврк мисли да је Лука можда љубоморан?                           | Милан Караџић и Станко Милошевић | Иван Јовановић, Александар Радуловић, Нина Џувер, Душан Јанковић, Биљана Вујовић, Милица Недељковић и Мина Ћирић                                                    | 24. децембар 2024.   |
| Лука се изнервирао када је сазнао да је његов син Акица преспавао код Униног новог дечка. Свој бес показује пред Зврком, која то можда тумачи као љубоморну сцену. Пошто је очигледно избачен из куће, Миле са стварима одлази у Малдиве, јер тамо планира и да борави. Затиче Дебељка који му говори да кафана тренутно не ради. Небојша очајан пије у бизнис клубу и тамо "мерка" Вању, која му после извесног времена и прилази. Туга за Милом код Алексе не јењава, а Лука је ту да му пружи утеху и разумевање. Туга је присутна и код Каје, која не може да преболи чињеницу да ју је Миле преварио са Галом и оставио. Панчета је теши, али њихов разговор прекида необичан телефонски позив... |              |                                                                        |                                  | |                      |
| 1279 | 86           | Панчету ће Тићина порука тотално избацити из колосека                  | Милан Караџић и Станко Милошевић | Иван Јовановић, Александар Радуловић, Нина Џувер, Душан Јанковић, Биљана Вујовић, Милица Недељковић и Мина Ћирић                                                    | 25. децембар 2024.   |
| Габријела и Горан одлазе на вечеру, а он јој признаје своја осећања. Вања не скида осмех са лица откад се у њеном животу појавио Небојша Тамбура са којим проводи још једну ноћ. Толико се тренутно налази "у облацима" да ће чак и закаснити на посао, а то се Боби никако неће свидети. Панчету ће Тићина порука тотално избацити из колосека, а то би могло да наруши њен однос са Мидом... |              |                                                                        |                                  | |                      |
| 1280 | 87           | Да ли ће се Горан преселити код Габријеле?                             | Милан Караџић и Станко Милошевић | Иван Јовановић, Александар Радуловић, Нина Џувер, Душан Јанковић, Биљана Вујовић, Милица Недељковић и Мина Ћирић                                                    | 26. децембар 2024.   |
| Породица обележава годину дана од Милине смрти, а на помен долази и Павле који ће са Луком обавити озбиљан разговор. Барбара у детективској агенцији проналази важно писмо које је стигло за Вукашина и то му саопштава, а када сазна о чему се ради неће му бити добро... Горанов однос са Габријелом постаје све чуднији... Прво се изненада појавио на њеним вратима, поново је завео, а сада јој признаје да жели да се врати у Црну Гору јер му недостаје осећај дома и не одговара му живот у хотелу. У том моменту Габријела долази на идеју, а да ли ће му предложити да се пресели код ње, остаје нам да видимо... |              |                                                                        |                                  | |                      |
| 1281 | 88           | "Постоји нешто што ти никада нисам рекао"                              | Милан Караџић и Станко Милошевић | Иван Јовановић, Александар Радуловић, Нина Џувер, Душан Јанковић, Биљана Вујовић, Милица Недељковић и Мина Ћирић                                                    | 27. децембар 2024.   |
| Сенка је утучена и то Боба примећује. Сенка јој признаје да је била на Милином помену, јер је прошло годину дана од њене смрти, и да су сви били тамо. Био је чак и Павле, који касније Уни признаје да је помен био дирљив и да му се чини да су породице Ожеговић и Каначки баш "јаке" и сложне. Вукашин ненајављен долази у Панчетин дом и затиче само Мида. Сви знамо да тамо где Вукашин крочи без позива - није добро. Небојша и Вања настављају своју романсу. "Постоји нешто што ти никада нисам рекао", речи су којима Павле започиње разговор са Уном и то није добро... |              |                                                                        |                                  | |                      |
| 1282 | 88           | Вест да је Павле усвојен, још више их је зближила                      | Милан Караџић и Станко Милошевић | Иван Јовановић, Александар Радуловић, Нина Џувер, Душан Јанковић, Биљана Вујовић, Милица Недељковић и Мина Ћирић                                                    | 28. децембар 2024.   |
| Након његове искрености, Уна и Павле се још више зближавају. Павле признаје Уни да је усвојен. Одмах затим, Биљана пита Павла да ли је све у реду у његовом љубавном животу. Он је уверава да јесте, али Биљана увек може да направи нову заврзламу. Код Небојше и Вање је све прштало од страсти док му она није поставила деликатно питање - да ли му је Жаклина девојка? Каја се поверава Зврку, говори јој о свом новом плану. Зврк је још једном пита да ли је сигурна и да ли је то оно што она заиста жели. Информација да је усвојен није ништа пореметила, Уна је захвална што је Павле био искрен. Они се све више зближавају, ша тако одлазе на јавно место заједно, без скривања... |              |                                                                        |                                  | |                      |
| 1283 | 90           | "Јеси икад размишљао да пронађеш своје праве родитеље?"                | Милан Караџић и Станко Милошевић | Иван Јовановић, Александар Радуловић, Нина Џувер, Душан Јанковић, Биљана Вујовић, Милица Недељковић и Мина Ћирић                                                    | 29. децембар 2024.   |
| Мидо прислушкује Панчетин разговор и почиње да развија филмове у глави. Габријела поново улази у сукоб са мајком. Није јој јасно шта још жели од ње, сад када је нашла и дечка. Док тугу гаси у алкохолу, пијаном Небојши стиже неочекивана посета... На вечери са Павлом, Уна свом драгом поставља важно питање: "Јеси икад размишљао да пронађеш своје праве родитеље?". |              |                                                                        |                                  | |                      |
| 1284 | 91           | Панчета сазнаје да је Вукашин у великом проблему                       | Милан Караџић и Станко Милошевић | Иван Јовановић, Александар Радуловић, Нина Џувер, Душан Јанковић, Биљана Вујовић, Милица Недељковић и Мина Ћирић                                                    | 30. децембар 2024.   |
| Панчета сазнаје да је Вукашин у великом проблему и због тога позива Луку и Алексу на разговор, како би заједно покушали да му помогну. Вања примећује да између Ирме и Небојше постоји нека хемија, а како би спречила да између њих буде нешто више, доноси одлуку да Ирми исприча сочне детаље из ноћи коју је провела са Тамбуром. Биљана након разговора са Павлом долази кући уплакана... |              |                                                                        |                                  | |                      |
| 1285 | 92           | Алекса и Лука имају решење за Вукашинов проблем                        | Милан Караџић и Станко Милошевић | Иван Јовановић, Александар Радуловић, Нина Џувер, Душан Јанковић, Биљана Вујовић, Милица Недељковић и Мина Ћирић                                                    | 31. децембар 2024.   |
| Лука и Алекса проналазе решење за Вукашинове проблеме и нуде му посао у Кан капиталу. Када су од Панчете сазнали да су Вукашину извршитељи за петама, Лука и Алекса су донели одлуку да му плате све дугове и обезбеде егзистенцију, а да му заузврат понуде посао у њиховој компанији, како више не би морао да размишља о новцу. У Кан капиталу избија свађа између Уне и Ленке. Иако су се увек држале заједно, једна Унина изговорена реч направиће хаос у њиховом односу... |              |                                                                        |                                  | |                      |
| 1286 | 93           | Вања је успела да посвађа Ирму и Тамбуру                               | Милан Караџић и Станко Милошевић | Иван Јовановић, Александар Радуловић, Нина Џувер, Душан Јанковић, Биљана Вујовић, Милица Недељковић и Мина Ћирић                                                    | 1. јануар 2025.      |
| Павле организује породичну вечеру на којој ће се наћи и Уна. Са друге стране Горан има све компликованији однос са Биљаном, којој се његово понашање никако не свиђа откако се уселио у њен стан и због тога жели са њим да обави разговор. Вањин план да посвађа Ирму и Небојшу је успео, а то ће показати и њена реакција када се Тамбура појави у бизнис клубу... Вукашин коначно може да предахне и то захваљујући Луки и Алекси који су одлучили да му помогну тако што ће му дати посао у Кан капиталу и платити све дугове које има у детективској агенцији. Радосне вести прославиће са Маринком... |              |                                                                        |                                  | |                      |
| 1287 | 94           | Судар титана!                                                          | Милан Караџић и Станко Милошевић | Иван Јовановић, Александар Радуловић, Нина Џувер, Душан Јанковић, Биљана Вујовић, Милица Недељковић и Мина Ћирић                                                    | 2. јануар 2025.      |
| Олги су нестале минђуше и за то криви Маријану, коју је затекла како брише прашину и одмах посумњала! Миле и Каја се први пут срећу, након што ју је он преварио са Галом и оставио испред олтара. Срећу се у Малдивима и он покушава да буде учтив и обзиран, али она нема такта! Након што су обележили годишњицу Милине смрти, у Алексином и Ленкином односу не цветају руже. Ленка мисли да је све ово са њиховом љубавном везом и заједничким животом велика фарса. Горан одлази у Фејм и тамо за шанком затиче Галу којој се набацује. Гала одмах схвата какав је он тип мушкарца и покушава да га унизи. Мидо прима важан позив и то пред Панчетом, која никако није добре воље... |              |                                                                        |                                  | |                      |
| 1288 | 95           | Небојши неко стиже на врата...                                         | Милан Караџић и Станко Милошевић | Иван Јовановић, Александар Радуловић, Нина Џувер, Душан Јанковић, Биљана Вујовић, Милица Недељковић и Мина Ћирић                                                    | 3. јануар 2025.      |
| Барбара стиже код Софије са лепим информацијама. Софији стиже на врата и Мики Тамбура са флашом вина, али она ни не слути зашто је дошао. После дужег премишљања, Уна ипак позива Зврка. Лука изгледа прилично незаинтересовано, да је то чак и Маријана приметила. Горан се тотално опустио пред Габријелом и њеном мајком, да се чак понаша и инфантилно. Непозвани гости стижу и код Панчете и код Небојше. Нису им се надали... |              |                                                                        |                                  | |                      |
| 1289 | 96           | Мораш да јој покажеш да ти значи и да ти је стало                      | Милан Караџић и Станко Милошевић | Иван Јовановић, Александар Радуловић, Нина Џувер, Душан Јанковић, Биљана Вујовић, Милица Недељковић и Мина Ћирић                                                    | 4. јануар 2025.      |
| Лука саветује Алексу како да задржи Ленку... Алекса се жали Луки да је Ленка хтела да га остави. Лука га саветује да мора да јој покаже колико му значи и да му је стало до ње. Павле и Уна су се нашли у ресторану, а она је приметила његову узнемиреност. На питање да ли је све ок, Павле искрено одговара да није сигуран. Мидо говори Небојши да му је жао због свега са Жаклином. |              |                                                                        |                                  | |                      |
| 1290 | 97           | Нема те силе која може да је натера                                    | Милан Караџић и Станко Милошевић | Иван Јовановић, Александар Радуловић, Нина Џувер, Душан Јанковић, Биљана Вујовић, Милица Недељковић и Мина Ћирић                                                    | 5. јануар 2025.      |
| Павле и Уна воде занимљив разговор о његовој мајци. Сенка, Алекса и Лука су на састанку, а рекло би се да једино Лука није превише забринут око тренутне ситуације. Сенка ипак на крају прихвата њихову одлуку. Павле покушава да објасни Уни каква је заправо његова мајка. Испричао јој је да да ју је звао, предлагао, па чак и претио, али Биљана кад нешто неће, нема те силе која може да је натера. Вукашин долази у фирму. |              |                                                                        |                                  | |                      |
| 1291 | 98           | Да ли је Вукашиново радно место угрожено?                              | Милан Караџић и Станко Милошевић | Иван Јовановић, Александар Радуловић, Нина Џувер, Душан Јанковић, Биљана Вујовић, Милица Недељковић и Мина Ћирић                                                    | 6. јануар 2025.      |
| Сенка се не слаже са Алексином и Лукином одлуком да Вукашин постане део Кан каапитала, јер сматра да је то све непотребно и скупо. Уна открива Павлу све детаље њеног разговора са Биљаном. Док је Габријела на послу, Горан заводи друге жене. Након Дијане Ерски, на ред је дошла и Гала, а да ли ће са њом преварити Габријелу, остаје нам да видимо. Панчету поново муче тајне из прошлости и због тога не може да спава... |              |                                                                        |                                  | |                      |
| 1292 | 99           | Горан улази у тајну везу са Галом                                      | Милан Караџић и Станко Милошевић | Иван Јовановић, Александар Радуловић, Нина Џувер, Душан Јанковић, Биљана Вујовић, Милица Недељковић и Мина Ћирић                                                    | 7. јануар 2025.      |
| Горан вара Габријелу и иза њених леђа у тајности улази у везу са Галом која се заљубљује на први поглед. Софија је незадовољна сарадњом са Стар ПР и због тога организује хитан састанак код Уне у канцеларији... Панчета упада у депресију због тајни из прошлости које је свакодневно притискају, а мидо, иако даје све од себе, не зна како да јој помогне и то га мучи. Алекса се налази на правим мукама због односа са Ленком, коју је запросио, а која му није дала конкретан одговор... |              |                                                                        |                                  | |                      |
| 1293 | 100          | Гала и Горан се виђају у Малдивима                                     | Милан Караџић и Станко Милошевић | Иван Јовановић, Александар Радуловић, Нина Џувер, Душан Јанковић, Биљана Вујовић, Милица Недељковић и Мина Ћирић                                                    | 8. јануар 2025.      |
| Гала изводи Горана на пиће и то у Малдиве, али се њему место не допада баш. Габријела долази код Павла, а њој је чудно што ју је позвао. Није му јасно зашто се чуди што ју је позвао брат, јер је била убеђена да он проводи време само са Уном. Сенка самује у бизнис клубу и то јој прија, после изузетно напорног периода са Луком и Алексом, али јој се за столом придружује Уна. Панчета посећује Вукашина у његовој канцеларији и драго јој је да види пријатељско лице и што се он полако "диже на ноге". Горан толико посрће да опет долази у Габријелин стан у алкохолисаном стању, а претходно је провео вече са Галом... |              |                                                                        |                                  | |                      |
| 1294 | 101          | Габријела је убеђена да је Горан вара, али он се брани                 | Милан Караџић и Станко Милошевић | Иван Јовановић, Александар Радуловић, Нина Џувер, Душан Јанковић, Биљана Вујовић, Милица Недељковић и Мина Ћирић                                                    | 9. јануар 2025.      |
| Панчета примећује да је Вукашин доста "омекшао" након што је упознао Бобу. Габријела је убеђена да је Горан вара, али он то неће да призна. Уверава је да се све време виђа са другом и да покушава да се запосли. Габријела му, наравно, не верује. Панчета долази кући и затиче Мида у народној ношњи како седи и чека је да му она опер ноге. Панчета је шокирана. Уна и Сенка разговарају о љубави и Сенка је уверава да је она своју љубав већ пронашла. |              |                                                                        |                                  | |                      |
| 1295 | 102          | Горан коначно ухваћен на делу!                                         | Милан Караџић и Станко Милошевић | Иван Јовановић, Александар Радуловић, Нина Џувер, Душан Јанковић, Биљана Вујовић, Милица Недељковић и Мина Ћирић                                                    | 10. јануар 2025.     |
| Горан се толико инфилтирао у Габријелину породицу да са њеном мајком игра карте и дружи се цео дан! Добрица и Дебељко долае на посао мамурни и заклињу се да више никада у животу неће окусити алкохол! Ленка и Алекса су опет у лошим односима, и то се код ње одражава на посао. Уна то примећеује и пита је да ли је све у реду. Горан прави кардиналну грешку! Виђа се са Галом у Бизнис клубу, љуби је, док га шпијунира ни мање ни више него Габријелина мајка... |              |                                                                        |                                  | |                      |
| 1296 | 103          | Да ли ће Лаура уништити Кан капитал?                                   | Милан Караџић и Станко Милошевић | Иван Јовановић, Александар Радуловић, Нина Џувер, Душан Јанковић, Биљана Вујовић, Милица Недељковић и Мина Ћирић                                                    | 11. јануар 2025.     |
| Габријела и Горан одлазе у Фејм на ручак, што ће у Горану пробудити страх. Горан ће се све време освртати око себе у нади да их не види Гала, са којом је у тајној вези, али и Дијана Ерски која зна ту његову велику тајну. У Кан капитал стиже Лаурина тужбе због које би Лука и Алекса могли да изгубе пола милиона евра. Ова ситуација браћи Каначки ствара нове проблеме, а да ли ће Сенка успети нда им помогне, као и да ли ће Лаура из освете успети да уништи Кан капитал, остаје нам да видимо... |              |                                                                        |                                  | |                      |
| 1297 | 104          | Да ли ће Жаклина уништити Небојшино романтично вече са Вањом?          | Милан Караџић и Станко Милошевић | Иван Јовановић, Александар Радуловић, Нина Џувер, Душан Јанковић, Биљана Вујовић, Милица Недељковић и Мина Ћирић                                                    | 12. јануар 2025.     |
| Небојша Тамбура планира да проведе ноћ са Вањом, међутим, прави шок ће уследити када на вратима изненада угледа Жаклину. Да ли ће доћи до сусрета Жаклине и Вање и у ком ће смеру да се одвија љубавни бродолом, ускоро ћемо сазнати... Ленкин и Алексин однос у последње време је на климавим ногама, а прави хаос ће настати када му призна да је са Уном разговарала о њиховој интимности. Уследиће Алексина бурна реакција која ће Ленку довести до суза, а прва ће јој у помоћ притећи Зврк, која ће покушати да разговара са њом. |              |                                                                        |                                  | |                      |
| 1298 | 105          | Габријела одбија да поверује да је Горан вара                          | Милан Караџић и Станко Милошевић | Иван Јовановић, Александар Радуловић, Нина Џувер, Душан Јанковић, Биљана Вујовић, Милица Недељковић и Мина Ћирић                                                    | 13. јануар 2025.     |
| Дебељко и Добрица имају ситуацију на послу, а прекидају их Боба и Вања. Биљана одлази код сина у ординацију да му се пожали како је уходила Горана и тако сазнала да вара њену кћерку Габријелу, која јој наравно није поверовала. Павла уопште не чуди што Габријела не верује њиховој мајци, али она је упорна да јој докаже да Горан није за њу. Панчета као и увек има нове планове за Мида и сада када му износи нову идеју, он је гледа као "теле у шарена врата". |              |                                                                        |                                  | |                      |
| 1299 | 106          | Да ли је Луки свеједно што је Уна са Павлом?                           | Милан Караџић и Станко Милошевић | Иван Јовановић, Александар Радуловић, Нина Џувер, Душан Јанковић, Биљана Вујовић, Милица Недељковић и Мина Ћирић                                                    | 14. јануар 2025.     |
| Жаклина позива Небојшу на пиће у бизнис клуб, стрепећи да он можда неће доћи. Уна проводи још једно вече у Павловом стану, али он је тотално дезоријентисан. Она мисли да му је на послу напорно, а Павле заправо не може да се отргне мишљењу да Горан вара Габријелу, али да она у то не жели да поверује. Вања је снуждена јер јој се Небојша не јавља, а Боба је теши говорећи јој да је посао увек најбољи лек. Алекса долази кући и жели да разговара са Ленком, која није баш добре воље. Лука долази по Акицу и затиче Уну, дотерану... |              |                                                                        |                                  | |                      |
| 1300 | 107          | Жаклина и Небојша се мире, али Вања одлучује да уђе у ту "опасну игру" | Милан Караџић и Станко Милошевић | Иван Јовановић, Александар Радуловић, Нина Џувер, Душан Јанковић, Биљана Вујовић, Милица Недељковић и Мина Ћирић                                                    | 15. јануар 2025.     |
| После упорног инсистирања да му каже шта јој је, Горан сазнаје да Габријелина породица мисли да је он вара! Горан, као и увек, није имао ништа да каже на то. Пошто пију пиће у Фејму, услужује их Дијана Ерски која примећује да Горан има толико девојака, да он само за џабе пије. Он је моли да буде тиша, како Габријела не би чула. Жаклина и Небојша се друже у бизнис клубу и свима је драго што је виде. Ирма их услужује и са осмехом је поздравља. Софија долази код Уне у агенцију са флашом шампањца у руци! Недуго затим, Уна завршава на састанку са Луком и Алексом, по хитном поступку! Сви се питају шта Софија сада смера... Таман што су се Жаклина и Небојша помирили, Вања одлучује да уће у опасну игру "љубавног троугла" и спремна је да се бори за Небојшино срце... |              |                                                                        |                                  | |                      |
| 1301 | 108          | "Треба да разговарамо"                                                 | Милан Караџић и Станко Милошевић | Иван Јовановић, Александар Радуловић, Нина Џувер, Душан Јанковић, Биљана Вујовић, Милица Недељковић и Мина Ћирић                                                    | 16. јануар 2025.     |
| Иван долази код Панчете како би му она помогла, али у почетку му је тешко да каже шта га мучи. Габријела се прикључује Униној ПР агенцији, али привремено и о томе разговарају Уна и Павле. Међутим, Уна се не осећа баш најбоље. Коначно је неки лепши период дошао код Луке и Зврка, јер су видно расположени виђени како испијају вино у бизнис клубу. Алекса говори Олги како се променила и како се не понаша као пре. |              |                                                                        |                                  | |                      |
| 1302 | 109          | Да ли ће Жаклина сазнати да ју је Небојша преварио?                    | Милан Караџић и Станко Милошевић | Иван Јовановић, Александар Радуловић, Нина Џувер, Душан Јанковић, Биљана Вујовић, Милица Недељковић и Мина Ћирић                                                    | 17. јануар 2025.     |
| Након разговора са Иваном , Панчета одлази код Олге да види како се она осећа. Небојша је прекинуо аферу са Вањом и одлази код Жаклине како би коначно могао да крене испочетка. Није свестан да је Вукашин сазнао за његову авантуру са Вањом. Жаклина то још увек не зна, али ће се Вукашин потрудити да сазна. Горан и Гала се и даље виђају у бизнис клубу. Лука је звао Сенку на разговор у канцеларију, како би јој саопштио да имају састанак са особом која ће им помоћи да се реше Лауре и тужбе. Каја долази бесна у Малдиве и тамо среће Милета, који се одмах "спетља" када је угледа на вратима... |              |                                                                        |                                  | |                      |
| 1303 | 110          | Габријела долази до Луке                                               | Милан Караџић и Станко Милошевић | Иван Јовановић, Александар Радуловић, Нина Џувер, Душан Јанковић, Биљана Вујовић, Милица Недељковић и Мина Ћирић                                                    | 18. јануар 2025.     |
| Шта ће донети ново познанство? Након што је у бесу изашла из очеве канцеларије, сазнавши том приликом да је Небојша вара, Жаклина олдази кући, али тек ту настаје проблем, јер не зна шта да предузме. За почетак, одлази у клуб код Ирме... Алекса се бори са новим сазнањем да му је поред оца, сада и мајка у проблему због алкохола. Тешко му је, а Панчети признаје да не зна шта да ради. Миле је још увек под траумом због питања своје бивше да јој направи дете. Коначно, Габријела и Лука се састају у бизнис клубу... |              |                                                                        |                                  | |                      |
| 1304 | 111          | Изненађење за изненађењем                                              | Милан Караџић и Станко Милошевић | Иван Јовановић, Александар Радуловић, Нина Џувер, Душан Јанковић, Биљана Вујовић, Милица Недељковић и Мина Ћирић                                                    | 19. јануар 2025.     |
| Са медом у рукама, Миле одлази код Каје на посао, али... Павлу стиже неочекивани гост на врата, а подједнако ће се изненадити и његова мајка када на кућном прагу угледа Уну. За доручком, Лука неочекивано прави сцену, а када се сви разиђу, Алекса ће желети да зна шта се дешава и шта га заиста мучи. Након разговора са братом, Алексу очекује још једно непријатно суочавање, овог пута са мајком. |              |                                                                        |                                  | |                      |
| 1305 | 112          | Миле моли Панчету и Мида за помоћ                                      | Милан Караџић и Станко Милошевић | Иван Јовановић, Александар Радуловић, Нина Џувер, Душан Јанковић, Биљана Вујовић, Милица Недељковић и Мина Ћирић                                                    | 20. јануар 2025.     |
| Габријела добија добре вести из суда... Миле поправља однос са Кајом, а како не би направио поново неки погрешан корак, моли Мида за помоћ. Међутим, налази на његово одбијање уз оправдање да му његов савет не може помоћи. Миле ту неће одустати, већ одлази код Панчете у нади да ће му она можда помоћи. Гала је незадовољна Горановим понашањем, којег не затиче у стану већ у бизнис клубу што ће је јако разбеснети. |              |                                                                        |                                  | |                      |
| 1306 | 113          | Горан раскида са Галом?                                                | Милан Караџић и Станко Милошевић | Иван Јовановић, Александар Радуловић, Нина Џувер, Душан Јанковић, Биљана Вујовић, Милица Недељковић и Мина Ћирић                                                    | 21. јануар 2025.     |
| Права драма одиграће се у бизнис клубу. Гала оптужује Горана да је лажов, а он јој говори да тако више не може да функционише. Да ли ће ово довести до њиховог раскида, ускоро ћемо сазнати... Мидо прави попис у кафићу и долази до закључка - Миле га краде... Ленкин позив са Алексом прекида важан позив који добија у касне сате. Одмах након тога одлази код Луке како би разговарали о ономе што је сазнао. Павле постаје хладан према Биљани након што је била непријатна према Уни. Када дође до његовог сусрета са Биљаном, Павле устаје и одлази... |              |                                                                        |                                  | |                      |
| 1307 | 114          | Уна захтева да разговара са Алексом                                    | Милан Караџић и Станко Милошевић | Иван Јовановић, Александар Радуловић, Нина Џувер, Душан Јанковић, Биљана Вујовић, Милица Недељковић и Мина Ћирић                                                    | 22. јануар 2025.     |
| Уна долази код Алексе у канцеларију, јер жели да разговарају. Лука и Алекса одржавају састанак са запосленима, са жељом да им се захвале за досадашњи труд и рад. Вања жели нешто да дода, али у сали за састанке настаје мук јер је Алекса "одсечно" прекида и моли је да она њега не прекида јер има још нешто да каже. Олга се крије да би себи сипала пиће, али је затиче Иван. Након свега што му се десило са Жаклином и Вањом, Небојша тражи спас у психотерапији. С друге стране, Вања је наставила даље. Ужива у бизнис клубу и тамо среће Горана и почиње да флертује са њим. Њему, наравно, то прија. Миле долази код Панчете са пуним рукама поклона? Цвеће је ту, а да ли Панчета наслућује разлог? |              |                                                                        |                                  | |                      |
| 1308 | 115          | Габријела од Дијане Ерски сазнаје за Горанову аферу са Галом           | Милан Караџић и Станко Милошевић | Иван Јовановић, Александар Радуловић, Нина Џувер, Душан Јанковић, Биљана Вујовић, Милица Недељковић и Мина Ћирић                                                    | 23. јануар 2025.     |
| Кан капитал организује специјално вече у бизнис клубу - вече привредника, на којој ће Горан постати звезда вечери. С обзиром да Гала касни на овај догађај, Горан не губи време, па почиње да мува све девојке које му се нађу на путу. Прва "на удару" нашла се Ирма, а након ње и Вања, међутим ту се не зауставља, већ прелази на Сенку... Габријела долази у Фејм како би попила пиће, не слутећи да ће тамо да ссретне Дијану Ерски и са њом повести разговор. Тада сазнаје са Горанову аферу са Галом у коју је упловио док је са њом био у вези, а за коју је Дијана знала од самог старта. Небојша све теже подноси ситуацију која је уследила након што је Жаклина сазнала за његову прељубу. Мики Тамбура даје све од себе како би помогао сину, који је због проблема нон стоп у алкохолисаном стању... |              |                                                                        |                                  | |                      |
| 1309 | 116          | И Сенка "пада" на Горанов шарм                                         | Милан Караџић и Станко Милошевић | Иван Јовановић, Александар Радуловић, Нина Џувер, Душан Јанковић, Биљана Вујовић, Милица Недељковић и Мина Ћирић                                                    | 24. јануар 2025.     |
| Сенка и Горан проводе ноћ заједно, али њој и даље није јасно чиме се он бави и зашто тако ујутро рано мора да напусти хотелску собу. Горан је као и увек, са свим женама, мистериозан. Гала је, са друге стране, много утучена јер јој се Горан није јавио и то примећују Дебељко и Добрица. Вукашин долази код Бобе у канцеларију, да јој се извини. Уна и Софија имају пословни састанак и Уна није срећна због тога, будући да Софију уопште не уважава и не цени. Софија јој саветује да "остави са стране" све своје моралне недоумице, и да се посвети послу и заједничкој сарадњи. Пошто Зврк није била искрена са Луком и није му рекла да жели да усвоји дете, а будући да је он на ту њену жељу заборавио, она га посећује у канцеларији како би разговарали... |              |                                                                        |                                  | |                      |
| 1310 | 117          | Биљана обавља озбиљан разговор са Габријелом                           | Милан Караџић и Станко Милошевић | Иван Јовановић, Александар Радуловић, Нина Џувер, Душан Јанковић, Биљана Вујовић, Милица Недељковић и Мина Ћирић                                                    | 25. јануар 2025.     |
| Габријела се спрема за излазак, а ово ће Биљану подстакнути да са њом обави озбиљан разговор. Софија није успела да обави посао који јој је Тамбура задао и због тога би могла да се нађе у озбиљном проблему. Иако се надала да ће успети преко Уне да наговори Луку и Алексу за магацински простор на земљишту њихове фирме, наилази на негативан одговор. Сенка се поново састаје са Гораном након што су заједно провели узбудљиво вече... |              |                                                                        |                                  | |                      |
| 1311 | 118          | Сенка се заљубљује у Горана                                            | Милан Караџић и Станко Милошевић | Иван Јовановић, Александар Радуловић, Нина Џувер, Душан Јанковић, Биљана Вујовић, Милица Недељковић и Мина Ћирић                                                    | 26. јануар 2025.     |
| Иако после Алексе ниједан мушкарац није успео да освоји Сенкино срце, то је сада Горану пошло за руком. Они већ другу ноћ проводе заједно, а све би ово било супер да он није у паралелној вези са Галом. Небојша Тамбура поново проводи ноћ са Вањом. Иако се покајао због афере са њом када је Жаклина сазнала истину, убрзо доноси одлуку и појављује се пред Вањиним вратима. Каја видно нерасположена долази код Милета како би разговарали. Са друге стране у фирми избија тотални хаос између Луке и Алексе... |              |                                                                        |                                  | |                      |
| 1312 | 119          | Вања и Тамбура се први пут појављују у јавности као пар                | Милан Караџић и Станко Милошевић | Иван Јовановић, Александар Радуловић, Нина Џувер, Душан Јанковић, Биљана Вујовић, Милица Недељковић и Мина Ћирић                                                    | 27. јануар 2025.     |
| Тензија између Луке и Алексе расте из дана у дан и то би озбиљно могло да наруши пословање фирме. Додатни хаос избија када Софија сазове састанак, са Сенком, Алексом и Луком и предложи им пословну сарадњу са магацинским простором на њиховом земљишту. Иако се иза свега крије Тамбурин тајни план, браћа Каначи не знају шта им се спрема и лако би могли да прихвате њену понуду... Сенка се усељава у нови стан, а у томе јој помаже Боба, која је одушевљена Сенкиним новим животним простором. Вања и Небојша се први пут у јавности појављују као пар... |              |                                                                        |                                  | |                      |
| 1313 | 120          | "Ти си претукао мог сина"                                              | Милан Караџић и Станко Милошевић | Иван Јовановић, Александар Радуловић, Нина Џувер, Душан Јанковић, Биљана Вујовић, Милица Недељковић и Мина Ћирић                                                    | 28. јануар 2025.     |
| Жаклину ће узнемирити изненадни позив из хитне помоћи. Небојша Тамбура је претучен и са тешким повредама одмах хоспитализован. Мики види само једног кривца за напад на свог сина - Вукашина... Биљана долази код Павла у ординацију како би са њим разговарала, међутим, не затиче га на радном месту - узима слободан дан због повреде прста и време проводи са Уном. Каја проводи узбудљиво вече са Милетом због чега ће закаснити на посао... |              |                                                                        |                                  | |                      |
| 1314 | 121          | "Небојша, да ли ме препознајеш?"                                       | Милан Караџић и Станко Милошевић | Иван Јовановић, Александар Радуловић, Нина Џувер, Душан Јанковић, Биљана Вујовић, Милица Недељковић и Мина Ћирић                                                    | 29. јануар 2025.     |
| Боба је видела Вукашина са повредама на лицу и јако се забринула. Жаклина разговара са доктором који јој саветује да сада нико не узнемирава Небојшу, јер то може да штети његовом здравственом стању. И Мики Тамбура долази код Небојше у посету у болницу. Мики Тамбура долази у полицију и ситуацију са Вукашином и Небојшом до детаља описује Маринку. Лука пије пиће сам у бизнис клубу. Среће га Биљана и предлаже му да заједно попију пиће. Габријела све више размишља о Алекси и пожели да га позове. Алекса опет има проблем са Луком и сада покушава опет да га промени. Луки се то не допада и нема више разумевања. |              |                                                                        |                                  | |                      |
| 1315 | 122          | Биљана се састаје са Луком у Бизнис клубу                              | Милан Караџић и Станко Милошевић | Иван Јовановић, Александар Радуловић, Нина Џувер, Душан Јанковић, Биљана Вујовић, Милица Недељковић и Мина Ћирић                                                    | 30. јануар 2025.     |
| Мики Тамбура је забринут за сина који је хитно хоспитализован након физичког обрачуна. Мики након сазнања да се Небојша налази у болници одмах одлази тамо како би га посетио, а поред њега затиче и Жаклину са којом обавља разговор. Она му тада саопштава да нема лека, што ће Микија додатно забринути и уплашити. Габријели је чудно Биљанино тајанствено понашање, међутим, томе неће придавати велики значај, не слутећи шта јој се дешава испред носа... Биљана се спрема и одлази у бизнис клуб где се придружује Луки са којим жели да разговара. |              |                                                                        |                                  | |                      |
| 1316 | 123          | Маринко прави сцену кад сазна кога је Барбара пратила                  | Милан Караџић и Станко Милошевић | Иван Јовановић, Александар Радуловић, Нина Џувер, Душан Јанковић, Биљана Вујовић, Милица Недељковић и Мина Ћирић                                                    | 31. јануар 2025.     |
| "Морам ти рећи, изненадио ме твој позив." Сенка позива Вању да провери како се осећа, будући да је имала незгоду. Вања се правда да није баш све онако као што се прича у фирми. Панчета припрема за Мида ново изненађење. Ово му се, као и многа претходна, неће допасти. Долази до несугласица између Алексе и Луке. Уна долази код Павла у ординацију, ненајављена. Он је изненађен, али се радује што је види. Уна има нешто да му каже. Барбара позива Маринка да се виде у бизнис клубу. Поверава му се да је имала задатак да прати једну особу, али када је Маринко чуо о којо особи је реч - побеснео је! Алекса и Сенка имају састанак ком се придружује и Софија, али чини нам се да је не чекају добре вести... |              |                                                                        |                                  | |                      |
| 1317 | 124          | Сенкин и Горанов љубавни занос прекида звоно на вратима...             | Милан Караџић и Станко Милошевић | Иван Јовановић, Александар Радуловић, Нина Џувер, Душан Јанковић, Биљана Вујовић, Милица Недељковић и Мина Ћирић                                                    | 1. фебруар 2025.     |
| Сенка доводи Горан у свој стан. Горан је одушевљен луксуком који види. Жаклина говори Панчети да је Небојша физички добро, али не и ментално. Не сећа се да ју је преварио, а последње чега се сећа јесте да је Жаклина трудна. Панчета не може да верује, али сматра да то није тако лоше. Добрица почиње да ради у Малдивима и помаже Милету, међутим то му се не допада. Уна долази по Акицу и среће Луку. Занима је како је он, али Лука и није баш заинтересован за разговор. Уна ипак жели нешто да му каже. Наравно, између њих опет долази до неспоразума. Сенкин и Горанов љубавни занос прекида звоно на вратима... |              |                                                                        |                                  | |                      |
| 1318 | 125          | Уна започиње заједнички живот са Павлом                                | Милан Караџић и Станко Милошевић | Иван Јовановић, Александар Радуловић, Нина Џувер, Биљана Вујовић, Милица Недељковић и Мина Ћирић                                                                    | 2. фебруар 2025.     |
| Добрица је забринут за своје радно место у Кан капиталу. Након смањења плате и опомене пред отказ, Добрица страхује да би могао изгубити посао. Сенка, Боба и Гала одлазе на пиће у бизнис клуб, а у једном моменту покренуће тему љубави. Да ли ће им Гала открити да је у вези са Гораном који се у исто време виђа и са Сенком, остаје нам да видимо... Уна пакује кофере и одлази код Павла са којим започиње заједнички живот. |              |                                                                        |                                  | |                      |
| 1319 | 126          | Габријела са Алексом одлази на вечеру                                  | Милан Караџић и Станко Милошевић | Иван Јовановић, Александар Радуловић, Нина Џувер, Биљана Вујовић, Милица Недељковић и Мина Ћирић                                                                    | 3. фебруар 2025.     |
| Алекса и Габријела се састају на вечери како би завршили посао, а да ли ће се десити нешто више од тога, остаје нам да видимо... Габријела "баца око" на Алексу, иако је свесна да је заузет и да воли Ленку. Ипак, то њој не представља проблем и даће све од себе да га освоји. Стављајући му до знања да зна за његову највећу тајну, Дијана наилази на Горанове претње... Мики Тамбура покушава да изглади однос са Небојшом, баш сада када се он ничега не сећа. Прави први корак и предлаже Жаклини да се Небојша пресели код њега. Жаклина сада доноси важну одлуку и саопштава је Микију. У Сенкиној канцеларији избија прави хаос... |              |                                                                        |                                  | |                      |
| 1320 | 127          | Вања ставља дрогу Ирми у пиће                                          | Милан Караџић и Станко Милошевић | Иван Јовановић, Александар Радуловић, Нина Џувер, Биљана Вујовић, Милица Недељковић и Мина Ћирић                                                                    | 4. фебруар 2025.     |
| Ирма пријављује Вању за мобинг, а то ће само још више погоршати њихов однос. Иако је њихов проблем везан за приватни живот, односно Небојшу Тамбуру, Вањина мржња према Ирми оставља последице и на пословање бизнис клуба. Када сазна да је Ирма имала проблем са дрогом, Вања прави шокантан потез - ставља дрогу Ирми у пиће. Биљана оштро осуђује Павла због одлуке да започне заједнички живот са Уном и Акицом и то му отворено говори. То ће резултирати њеном новом свађом са Павлом, који не дозвољава да се каже било која ружна реч за Уну. Габријела користи пословни састанак са Алексом да га позове на пиће... |              |                                                                        |                                  | |                      |
| 1321 | 128          | Биљану муче тајне из прошлости                                         | Милан Караџић и Станко Милошевић | Иван Јовановић, Александар Радуловић, Нина Џувер, Биљана Вујовић, Милица Недељковић и Мина Ћирић                                                                    | 5. фебруар 2025.     |
| Избија жестока свађа између Ленке и Алексе, а све због његовог касног доласка кући и уз то у алкохолисаном стању. Међутим, она још увек не зна да је Алекса испијао пића заједно са Габријелом. Миле драстично мења своје понашање према људима у својој околини. Прва на удару наћи ће се Панчета, а убрзо након тога и Мидо, са којим ће Миле желети физички да се обрачуна. Софија долази у Стар ПР и саопштава своје нове захтеве... Биљана пада у очај након Павлове одлуке да започне заједнички живот са Уном, а те ситуације јој само погоршавају тајне из прошлости због којих већ годинама не може мирно да спава... |              |                                                                        |                                  | |                      |
| 1322 | 129          | Сенка очекује Горана, а на врата јој долази...                         | Милан Караџић и Станко Милошевић | Иван Јовановић, Александар Радуловић, Нина Џувер, Биљана Вујовић, Милица Недељковић и Мина Ћирић                                                                    | 6. фебруар 2025.     |
| Небојша излази из болнице и долази кући, али кући са Жаклином, која брине о њему. Жаклина ипак задржава дистанцу, па Небојши није јасно зашто се тако понаша и да ли су њих двоје у "нормалном" односу. Биљана не може да прихвати чињеницу да се Уна уселила код Павла. Габријела јој "стаје на жуљ" говорећи јој да је та њена мржња према Уни патолошка! Биљана тренутно нема капацитета да је слуша. Габријела наставља да се дописује са Алексом, позивајући га на пиће. С друге стране, Горан и даље игра на две столице - опет се налази са Галом. Док га Сенка чека у свом стану, на њена врата долази непозвана особа... |              |                                                                        |                                  | |                      |
| 1323 | 130          | Алекса се тајно састаје са Габријелом                                  | Милан Караџић и Станко Милошевић | Иван Јовановић, Александар Радуловић, Нина Џувер, Биљана Вујовић, Милица Недељковић и Мина Ћирић                                                                    | 7. фебруар 2025.     |
| Габријела позива Алексу на вечеру, на шта он врло радо пристаје, али у тајности... Ирма се налази у незгодној ситуацији. Након сцене коју је направила у бизнис клубу када јој је Вања сипала дрогу у пиће, сви почињу да сумњају да се вратила старом пороку, чак и Каја и Зврк. Изглда да је Вања све ближа свом циљу да се реши Ирме, јер и Алекса и Лука озбиљно размишљају шта ће са њеним радним местом након хаоса који је направила. Боба долази код Сенке како би разговарале о Вањи. Она сазнаје да је Вања била са Небојшом у тренутку напада на њега, што Жаклина и Вукашин не знају. Мики долази код Небојше у посету... |              |                                                                        |                                  | |                      |
| 1324 | 131          | Алекса се поново тајно састаје са Габријелом?                          | Милан Караџић и Станко Милошевић | Иван Јовановић, Александар Радуловић, Нина Џувер, Биљана Вујовић, Милица Недељковић и Мина Ћирић                                                                    | 8. фебруар 2025.     |
| Алекса се тајно састаје са Габријелом, али то не говори Ленки. За њу је припремио тотално измишљену причу како би сакрио информацију да се у касне сате састао са Габријелом. Лука доноси коначну одлуку у вези са Ирминим радним местом и због тога одлази у бизнис клуб како би са њом обавио разговор. Горан игра двоструку игру, а да нико осим Дијане Ерски не зна за то... После Гале, на ред је дошла и Сенка којој продаје исту причу - да има озбиљне намере са њом. Павле одлази у вртић по Акицу не слутећи да ће да наиђе на препреку - Зврк му не дозвољава да одведед дете из вртића, а о томе ће обавестити и Луку. Алекса одлази у кафић и поново се састаје са неким, а да ли је опет у питању Габријела, то ћемо сазнати... |              |                                                                        |                                  | |                      |
| 1325 | 132          | Стижу резултати Ирминог теста на дрогу                                 | Милан Караџић и Станко Милошевић | Иван Јовановић, Александар Радуловић, Нина Џувер, Биљана Вујовић, Милица Недељковић и Мина Ћирић                                                                    | 9. фебруар 2025.     |
| Стижу резултати Ирминог теста на дрогу који ће Алексу оставити у шоку... Небојши почиње да се враћа памћење, а прво чега ће се сетити јесте напад на њега који се десио у Малдивима. Како се сећа изгледа нападача, одмах позива Микија Тамбуру како би га замолио за помоћ. Између Уне и Луке избија жестока свађа у фирми... А да ли се Алекса поново састаје са Габријелом и са ким ће Лука да се нађе у бизнис клубу? Сазнаћемо вечерас... |              |                                                                        |                                  | |                      |
| 1326 | 133          | Горан познаје ОВОГ ЧОВЕКА из прошлости и није му драго што га види     | Милан Караџић и Станко Милошевић | Иван Јовановић, Александар Радуловић, Нина Џувер, Биљана Вујовић, Милица Недељковић и Мина Ћирић                                                                    | 10. фебруар 2025.    |
| Горану се лоше пише? Мидо критикује Милета што нема гостију у Малдивима и за то криви искључиво њега и његове нове идеје. Алекси стижу Ирмини резултати теста на наркотике и позитивни су. Међутим, Лука разговара са њом која га убеђује да ништа није конзумирала и Лука јој, изгледа, верује. Вукашин и Маринко разговарају о Небојши. Маринко му саопштава да су нашли нападача, и да то није било тешко, а Вукашин, са великом нелагодом, пита ко је у питању. Горан проводи време у Фејму, где му Дијана саопштава да се он допао Софији Шубаревић. Њему та информација ништа не значи... Има он већих проблема. Среће Жилета, Микијеву десну руку, кога зна из прошлости и који жели да разговара са њим... |              |                                                                        |                                  | |                      |
| 1327 | 134          | Павле се појављује Луки пред вратима                                   | Милан Караџић и Станко Милошевић | Иван Јовановић, Александар Радуловић, Нина Џувер, Биљана Вујовић, Милица Недељковић и Мина Ћирић                                                                    | 11. фебруар 2025.    |
| Павле доноси одлуку да се суочи очи у очи са Луком, као би рашчистили све несугласице везане за Уну. У касне сате долази Луки пред врата и жели да разговарају. Ирмин тест на дрогу је позитиван и њено радно место у бизнис клубу је угрожено. Иако Алекса моментално жели да је отпусти, Лука га у томе спречава. Како би сазнали о чему се ради, позивају Ирму у своју канцеларију и траже објашњење за ситуацију у којој се нашла. У Фејму долази до занимљивог сусрета Горана и Жилета који се знају одраније... |              |                                                                        |                                  | |                      |
| 1328 | 135          | Лука прави скандал код Панчете                                         | Милан Караџић и Станко Милошевић | Иван Јовановић, Александар Радуловић, Нина Џувер, Биљана Вујовић, Милица Недељковић и Мина Ћирић                                                                    | 12. фебруар 2025.    |
| Алекса и Лука позивају Ирму на разговор како би јој уручили отказ. Правдају се да то није ништа лично, већ да је то став фирме, јер не могу да дозволе да се слични инциденти дешавају на радном месту. Миле долази у вртић и пита Кају да ли желе да се чешће виђају и да се друже. Небојша долази на психотерапију и говори Милени да ће "горети у паклу". Гала добија букет од Горана и то чује Сенка, коју занима ко је удварач. Лука долази код Панчете и прави скандал! Ломи све по кући, јер не може да поднесе више то да му ствари измичу контроли... |              |                                                                        |                                  | |                      |
| 1329 | 136          | Жаклина прекида тајни састанак Вање и Небојше                          | Милан Караџић и Станко Милошевић | Иван Јовановић, Александар Радуловић, Нина Џувер, Биљана Вујовић, Милица Недељковић и Мина Ћирић                                                                    | 13. фебруар 2025.    |
| Небојша Тамбура прихвата Вањин позив и тајно се састају у Фејму. Међутим, у једном моменту њихов сусрет прекида Жаклина. Небојша Тамбура поново одлази на терапију код Милене, а овај његов корак ће тотално збунити Жаклину. Панчета не крије колико је срећна због Небојшине одлуке и верује да је одлучио да свој живот промени из корена, међутим, Жаклина ће се након одласка у Фејм уверити у нешто потпуно другачије... Павле се због Уне супроставља Биљани и не дозвољава јој да се меша у њихов однос. Иако се правда да то ради из најбоље намере, Павле одбија да то прихвати. |              |                                                                        |                                  | |                      |
| 1330 | 137          | Сенку код куће чека непозван гост...                                   | Милан Караџић и Станко Милошевић | Иван Јовановић, Александар Радуловић, Нина Џувер, Биљана Вујовић, Милица Недељковић и Мина Ћирић                                                                    | 14. фебруар 2025.    |
| Изгледа да Зврк има неке информације о Ирми и о томе жели да разговара са Луком, који је уверава да је то завршена прича. Изгледа да ће Лука и Алекса Ирми дати другу шансу, али зашто се она не појављује на разговору у фирми? Габријела наставља да се тајно дописује са Алексом. Маријана доживљава нервни слом у вили, очигледно незадовољна својим тренутним статусом. Подсећа да је некада била и директорка телевизије, и менаџерка у бизнис клубу и да је сада обична спремачица. Мики напомиње Софији да треба да буду пажљивији са тим мутним радњама, али она не хаје! Сенка долази кући и затиче непозваног госта... |              |                                                                        |                                  | |                      |
| 1331 | 138          | Вања је коначно раскринкана                                            | Милан Караџић и Станко Милошевић | Иван Јовановић, Александар Радуловић, Нина Џувер, Биљана Вујовић, Милица Недељковић и Мина Ћирић                                                                    | 15. фебруар 2025.    |
| Жаклина је олдучила да оде са ћеркицом, након што је сазнала да ју је Небојша све лагао, и зато одлази код тетке Панчете да се опрости. Вања стиже у Алексину канцеларију и тамо је чекају да разговарају о притужбама које су стигле на њен рачун. Све се сазнало, и она сада покушава да се "извуче". Међутим, Алекса и Лука су свесни да је она све наместила Ирми како би је се решила у бизнис клубу. Зврк је поднела папире за усвајање, и поверава се Каји, која је апсолутно подржава! Жаклина одлази код свог оца како би се опростила са њим, јер је одлучила да оде... |              |                                                                        |                                  | |                      |
| 1332 | 139          | "Јел' си планирао овде да ми дилујеш дрогу?"                           | Милан Караџић и Станко Милошевић | Иван Јовановић, Александар Радуловић, Нина Џувер, Биљана Вујовић, Милица Недељковић и Мина Ћирић                                                                    | 16. фебруар 2025.    |
| Панчета поново заводи ред у Малдивима. У Малдивима ће завладати прави хаос када се Панчета појави на вратима. Као и увек, први на удару биће Мидо и Миле, којем поставља шокантно питање - "Јел' си планирао овде да ми дилујеш дрогу?". Са друге стране, у Бизнис клубу долази до занимљивог сусрета Ирме и њеног пријатеља из прошлости - Аљоше... Маријана се сусреће са огромним притиском на послу. Иако је у прошлости имала великих проблема са Иваном који се тада вратио старом пороку, сада исти проблем има и са Олгом, која све време врши притисак на њу. Сада долази и до озбиљног разговора... |              |                                                                        |                                  | |                      |
| 1333 | 140          | "Мида више нема!"                                                      | Милан Караџић и Станко Милошевић | Иван Јовановић, Александар Радуловић, Нина Џувер, Биљана Вујовић, Милица Недељковић и Мина Ћирић                                                                    | 17. фебруар 2025.    |
| Небојша, потпуно утучен и у безнађу, одлази код свог оца и саопштава му да жели да ради за њега. Након свега што се десило са Маријаном у вили Каначки, она изјављује пред Алексом и Луком да је донела одлуку, и да она, пре свега, има достојанство. Панчета одлази у Малдиве и саопштава Милету да Мида више нема у њиховим животима. Вања се не зауставља са својим подмуклим плановима, те тако одлази код Ирме у бизнис клуб и почиње са провокацијама на рачун Ирмине зависности. Каја саопштава Милету да су јој плодни дани. Он је, наравно, затечен. Љубав цвета и код Павла и Уне, који размењују нежности у кухињи, док им на врата долази непозван гост... |              |                                                                        |                                  | |                      |
| 1334 | 141          | Зашто је Акицина играчка у Биљани пробудила разне успомене?            | Милан Караџић и Станко Милошевић | Иван Јовановић, Александар Радуловић, Нина Џувер, Биљана Вујовић, Милица Недељковић и Мина Ћирић                                                                    | 18. фебруар 2025.    |
| Биљана позива Луку да се виде! Горану стиже порука која га узнемирава и одлучује да нешто мора да предузме, иначе се враћа кући у Црну Гору. Вања опет долази у бизнис клуб и седа за шанк, а Ирми то баш и не прија и одмах жели да пређу на ствар. Наравно, Миле се успаничио када је сазнао да су Каји плодни дани и она има предлог. Он, манично, узима да сређује по Малдивима, што њу нервира, па инсистира на разговору. Биљана сређује Павлов стан и затиче једну играчку која припада Акици и она јој буди разне успомене. Одлучује да је узме. Горан на суптилан начин Сенки стваља до знања да мора у Црну Гору, због посла... |              |                                                                        |                                  | |                      |
| 1335 | 142          | Шта то Биљана сплеткари са Луком?                                      | Милан Караџић и Станко Милошевић | Иван Јовановић, Александар Радуловић, Нина Џувер, Биљана Вујовић, Милица Недељковић и Мина Ћирић                                                                    | 19. фебруар 2025.    |
| Биљана се састаје са Луком и говори му да је сада прави тренутак да све сазна. Каја долази код Милета, али среће Панчету која је изненађена што је види. Пошто ни Каја није "на чистац" са тим зашто се опет виђа са Милетом, то покушава да сакрије пред Панчетом. Али јој тешко иде. Алекса жели да има односе са Ленком, која то вешто избегава. Руже не цветају ни Луки и Зврку. Олга поново изневерава Ивана, као и целу породицу. Он покушава да је уразуми, али нема смисла... |              |                                                                        |                                  | |                      |
| 1336 | 143          | Биљани се опет враћају сећања                                          | Милан Караџић и Станко Милошевић | Иван Јовановић, Александар Радуловић, Нина Џувер, Биљана Вујовић, Милица Недељковић и Мина Ћирић                                                                    | 20. фебруар 2025.    |
| Чим крочи у Павлов стан, Биљану прогања прошлост! Уна прави проблеме на послу и због тога је упозоравају Гала и Ленка. Горан позива Сенку да јој саопшти да пристаје да живе заједно! Панчета плаче у Мадивима, а за то је крив Миле, који није имао меру. Биљана опет "закувава чорбу", па тако говори Луки да Уна има план да га одвоји од Акице. Лука, потпуно бесан, прави скандал у Униној канцеларији говорећи да јој то неће дозволити! Алекса покушава да га уразуми, али Лука је ван контроле! Сви мисле да је он љубоморан на Унину и Павлову срећу. Такође, Биљани се опет враћају сећања када крочи у Павлов стан, и то све због Униних ствари. |              |                                                                        |                                  | |                      |
| 1337 | 144          | Уна је између "две ватре"                                              | Милан Караџић и Станко Милошевић | Иван Јовановић, Александар Радуловић, Нина Џувер, Биљана Вујовић, Милица Недељковић и Мина Ћирић                                                                    | 21. фебруар 2025.    |
| Уна више не може да издржи Лукин притисак, а Павле, колико год му није свеједно, покушава да је утеши. Горан изводи Галу на вечеру како би јој саопштио одлуку коју је донео. Гала је свесна да нису добре вести. Биљана опет одлази код Павла и Уне, међутим, Габријели је то прилично чудно. Биљана чак хвали Акицу, а Габријела тек мисли да то понашање уопште не личи на Биљану, која је уверава да је све у реду. Уна саопштава Павлу да је разговарала са Луком, који је имао један захтев. Павле је моли да не пристане на то, али се она двоуми. Биљана и даље себе убеђује да је Павле само њен и да се никада ништа неће променити. Лука долази у вилу где га Зврк чека "као запета пушка", јер има нешто да му каже и сматра да овај пут нема како да се "извуче". Иван затиче Олгу у алкохолисаном стању... |              |                                                                        |                                  | |                      |
| 1338 | 145          | Габријела добија посао у Кан холдингу                                  | Милан Караџић и Станко Милошевић | Иван Јовановић, Александар Радуловић, Нина Џувер, Биљана Вујовић, Милица Недељковић и Мина Ћирић                                                                    | 22. фебруар 2025.    |
| Након што је Горан рекао Гали да се враћа у Црну Гору, њихов растанак је прилично непријатан. Гала долази нерасположена на посао и Сенка је пита шта је мучи. Да иронија буде већа, мучи их исти мушкарац, али ниједна од њих две то не зна! Иван је имао инцидент са Олгом, коју је затекао у видно алкохолисаном стању, због чега је у вили Каначки прилично напета атмосфера. Олга се не појављује на доручку, а ни Ивану се не доручкује, али га Лука позива да им се придружи за столом. Иван се жали Алекси и обојица одлучују да је проверавају у наредном периоду. Габријела добија посао у Кан холдингу! |              |                                                                        |                                  | |                      |
| 1339 | 146          | "Имам једну вест"                                                      | Милан Караџић и Станко Милошевић | Иван Јовановић, Александар Радуловић, Нина Џувер, Биљана Вујовић, Милица Недељковић и Мина Ћирић                                                                    | 23. фебруар 2025.    |
| Уна је утучена што је Луки допустила да одведе Акицу на недељу дана у вилу Каначки. Жали се Павлу да ће то тешко поднети. Габријела коначно упознаје Софију, а није ни свесна да је Горан својевремено "бацио око" и на њу. Биљана са неким води прилично мистериозан разговор. Горан позива Галу, али она одбија да разговара са њим, а цео разговор прислушкује Ирма, за шанком. Олга одлази у Фејм и среће Микија, који не жели да је понуди пићем, будући да зна њену историју са алкохолизмом. Маријана покушава да разговара са Луком и Алексом, који је прекидају, наводећи да већ имају довољно мука због ње. Габријела долази кући и напада Биљану, која је у шоку и пориче све! Сенка коначно саопштава Луки и Алекси да је запослила нову радницу. Ни мање ни више него - Габријелу... |              |                                                                        |                                  | |                      |
| 1340 | 147          | Да ли ће нова колегиница унети немире у Алексин однос са Ленком?       | Милан Караџић и Станко Милошевић | Иван Јовановић, Александар Радуловић, Нина Џувер, Биљана Вујовић, Милица Недељковић и Мина Ћирић                                                                    | 24. фебруар 2025.    |
| Габријела је свесна да Биљана нешто крије! Након што је Панчета прецртала Мида, а Жаклина прекинула љубавну везу са Небојшом, њих двојица се срећу у Малдивима и заједно тугују и пију. Након што их је Панчета "испрашила" из кафане, одлучује да одмори. Међутим, долази јој непознат мушкарац за шанк и није због пића. Габријела инсистира да јој Биљана призна какав проблем има са породицом Каначки. С друге стране, Биљана се држи приче да јој посао у Кан капиталу не треба, јер велике паре само доносе велике проблеме! Сенка и Алекса приређују добродошлицу новј радници у компанији. Али, постоји један проблем. Алекса ни не сања да је нова колегиница жена са којом се повремено тајно виђа... |              |                                                                        |                                  | |                      |
| 1341 | 148          | Габријела се одлично сналази у фирми, а Алекса?                        | Милан Караџић и Станко Милошевић | Иван Јовановић, Александар Радуловић, Нина Џувер, Биљана Вујовић, Милица Недељковић и Мина Ћирић                                                                    | 25. фебруар 2025.    |
| Габријела се одлично сналази у Кан капиталу, с тим што је Алекси све то и даље превише. Сенка форсира да се Габријела што више ангажује, а то захтева и рад после радног времена. Олга наставља да се дружи са Микијем и то уз чашу вина, иако он зна да је она бивши алкохоличар. Долази кући где је чека Иван са питањима! Акица је дошао као одлична вежба Зврку и Луки, а све би то било добро да су они као партнери усаглашени. Уна и Павле одмарају у стану, све до тренутка када се Уна расплаче, а Павлу није јасно шта се дешава. |              |                                                                        |                                  | |                      |
| 1342 | 149          | Лука напада Габријелу!                                                 | Милан Караџић и Станко Милошевић | Иван Јовановић, Александар Радуловић, Нина Џувер, Биљана Вујовић, Милица Недељковић и Мина Ћирић                                                                    | 26. фебруар 2025.    |
| Габријелу баш и не дочекују лепо у Кан капиталу! Габријела долази на посао и среће је Уна, која је изненађена што је види. Такође, ову вест тешко прима и Лука који мисли да је све то са Габријелом једна велика "муљажа". Габријела се вређа када чује то што Лука има да јој каже. Алекса опет покушава да га умири, али безуспешно. С друге стране, Павле је утучен јер не зна како да помогне Уни, али долази његова мајка у ординацију и теши га чињеницом да се он тако осећа јер се забавља са женом која има много проблема. Лука се опет виђа са Биљаном, која му даје нове информације. Вањи стижу пакети сумњиве природе и сумња да иза тога стоји Ирма, која жели да се освети... |              |                                                                        |                                  | |                      |
| 1343 | 150          | Да ли ће сви видети Сенку и Горана заједно у јавности?                 | Милан Караџић и Станко Милошевић | Иван Јовановић, Александар Радуловић, Нина Џувер, Биљана Вујовић, Милица Недељковић и Мина Ћирић                                                                    | 27. фебруар 2025.    |
| Сенки пада на памет да са Гораном изађе у град и то у Фејм. Он негодује. Вукашин долази у вилу Каначки како би проверио да ли Алекса и Лука држе све под контролом. Иако га Алекса убеђује да јесте тако, Вукашин не мисли исто. Биљана и Лука настављају тајно да се виђају, јер се она нада да ће Лука бити тај који ће раздвојити њеног сина од Уне. Међутим, Лука јој напомиње да њега Уна не занима. Вања опет шизи због Ирме и то саопштава Луки и Алекси... |              |                                                                        |                                  | |                      |
| 1344 | 151          | Гала хоће да упозна Сенкиног новог дечка!                              | Милан Караџић и Станко Милошевић | Иван Јовановић, Александар Радуловић, Нина Џувер, Биљана Вујовић, Милица Недељковић и Мина Ћирић                                                                    | 28. фебруар 2025.    |
| У фирми се шушка да Сенка има дечка! Бобу и Галу занима ко је то! Олга наставља да се виђа са Микијем у Фејму и јасно му ставља до знања да се сећа свега из њихове љубавне везе. Алекса и Лука саопштавају Вањи да више не води бизнис клуб, али њу занима да ли ће и Ирма добити отказ у ресторану. Добрица и Дебељко трачаре, а овог пута их је нажалост чула Боба! Говоре како постоје назнаке да ће се Габријела смувати са Вукашином, а Вукашин је Бобин дечко! Каја прекида везу са Милетом, и он плаче на Панчетином рамену... |              |                                                                        |                                  | |                      |
| 1345 | 152          | "Мислим да је време да упознаш моје другарице"                         | Милан Караџић и Станко Милошевић | Иван Јовановић, Александар Радуловић, Нина Џувер, Биљана Вујовић, Милица Недељковић и Мина Ћирић                                                                    | 1. март 2025.        |
| Горан наводно не жели да изгуби Сенку, али... Мики је забринут за Небојшу, због чега га пита да ли има неке планове за будућност. Небојша нема појма где се налази. Лука долази код Панчете са новим проблемом и треба му савет. Панчети није јасно да ли се Лука љути на Уну због Акице или због личне сујете. Сенка предлаже Горану да упозна њене другарице. Биљана опет тражи помоћ на неочекиваном месту... |              |                                                                        |                                  | |                      |
| 1346 | 153          | "Лука је сада као шибица, само чека да плане"                          | Милан Караџић и Станко Милошевић | Иван Јовановић, Александар Радуловић, Нина Џувер, Биљана Вујовић, Милица Недељковић и Мина Ћирић                                                                    | 2. март 2025.        |
| Павле и Уна воде озбиљан разговор... Уна жели да зна који су наредни планови, док Софија предлаже да се још више фокусирају на друштвене мреже. Сенка се суочила са Бобом тврдећи да она и друге девојке испирају уста са њом. Панчета и Уна воде искрен разговор. Габријела упознаје директорову девојку. Лука и Алекса имају несугласице. Павле упозорава Уну да је Лука као шибица и да само чека да плане. |              |                                                                        |                                  | |                      |
| 1347 | 154          | "Мислио сам да сте Олга и ти заједно"                                  | Милан Караџић и Станко Милошевић | Иван Јовановић, Александар Радуловић, Нина Џувер, Биљана Вујовић, Милица Недељковић и Мина Ћирић                                                                    | 3. март 2025.        |
| Биљана сазнаје нове информације о Каначкима. Маријана признаје у разговору са Барбаром да је незадовољна третманом који има код Каначких и да је у потрази за новим послом. Тада јој открива информацију која би Биљани и те како била од користи... Однос Уне и Луке је све компликованији, а то највеће последице оставља на Акицу који се налази између две ватре. Панчета не жели да буде део њихове игре и одлази код Луке како би обавила озбиљан разговор са њим. Алекса у разговору са Иваном говори да је мислио да су њих двоје заједно, док му он признаје да не зна шта се дешава са Олгом и да више не може да је препозна... |              |                                                                        |                                  | |                      |
| 1348 | 155          | "Потребан си ми"                                                       | Милан Караџић и Станко Милошевић | Иван Јовановић, Александар Радуловић, Нина Џувер, Биљана Вујовић, Милица Недељковић и Мина Ћирић                                                                    | 4. март 2025.        |
| Габријела долази код Алексе у канцеларију. Док Миле и Маријана настављају своју авантуру, Ивана занима да ли је истина да је Олга обновила романсу са Микијем Тамбуром. Сенка упозорава Луку и Алексу на непредвиђену ситуацију, коју нису могли ни да сањају. Због тога, Габријела долази код Алексе и говори да јој је потребан. Боба и Гала срећу Габријелу, која је за њих и даље мистерија и желе да сазнају све о њој. |              |                                                                        |                                  | |                      |
| 1349 | 156          | Олга се састаје са Тамбуром и страсно га љуби                          | Милан Караџић и Станко Милошевић | Иван Јовановић, Александар Радуловић, Нина Џувер, Биљана Вујовић, Милица Недељковић и Мина Ћирић                                                                    | 5. март 2025.        |
| Олга повлачи потез којим ће све шокирати - одлази код Микија Тамбуре и страсно га љуби... Сенка припрема велико изненађење за Горана. Иако је он деочекује са чашом вина, она му саопштава да га очекује велики дан и да треба да се одмори. Дијана Ерски помаже Миду како да "обори са ногу" жену коју воли. У овом случају то је Панчета којој шаље специјалан поклон на кућну адресу. Добрица примећује да се са Милетом нешто дешава и то му отворено говори... Габријела и Алекса одлазе на вечеру, а тада ће уследити питање које нико није очекивао - каква је његова веза са Ленком? |              |                                                                        |                                  | |                      |
| 1350 | 157          | Панчети на адресу стиже претња                                         | Милан Караџић и Станко Милошевић | Иван Јовановић, Александар Радуловић, Нина Џувер, Биљана Вујовић, Милица Недељковић и Мина Ћирић                                                                    | 6. март 2025.        |
| У Кан капиталу долази до Габријелиног сусрета са Гораном. Горан на Сенкину иницијативу долази у Кан капитал на разговор за посао. Међутим, она још увек не зна за његове тајне из прошлости и везу са Габријелом и Галом, које раде у истој фирми. На Панчетину адресу стиже поклон који ће је много узнемирити и због којег ће дозивати упомоћ... Одмах позива Вукашина, који долази код ње како би покушао да реши ситуацију у којој она види само једну поруку - претњу. |              |                                                                        |                                  | |                      |
| 1351 | 158          | "Да ли желиш да усвојимо дете?"                                        | Милан Караџић и Станко Милошевић | Иван Јовановић, Александар Радуловић, Нина Џувер, Биљана Вујовић, Милица Недељковић и Мина Ћирић                                                                    | 7. март 2025.        |
| На Панчетину адресу стиже нови пакет који ће је поново узнемирити... Вукашин долази код Панчете након што јој на адресу стигне нова порука коју она сматра претњом, међутим, оно што јој се посебно неће свидети јесте то што ће са Вукашином доћи и Барбара. Лука мисли да Зврку смета Акица, због чега улазе у расправу. Ова ситуација довешће их до преиспитивања да ли заиста желе да усвоје дете. Миле пакује ствари и напушта Панчетину кућу... |              |                                                                        |                                  | |                      |